# Hofer Land

Lage des Hofer Lands in Deutschland

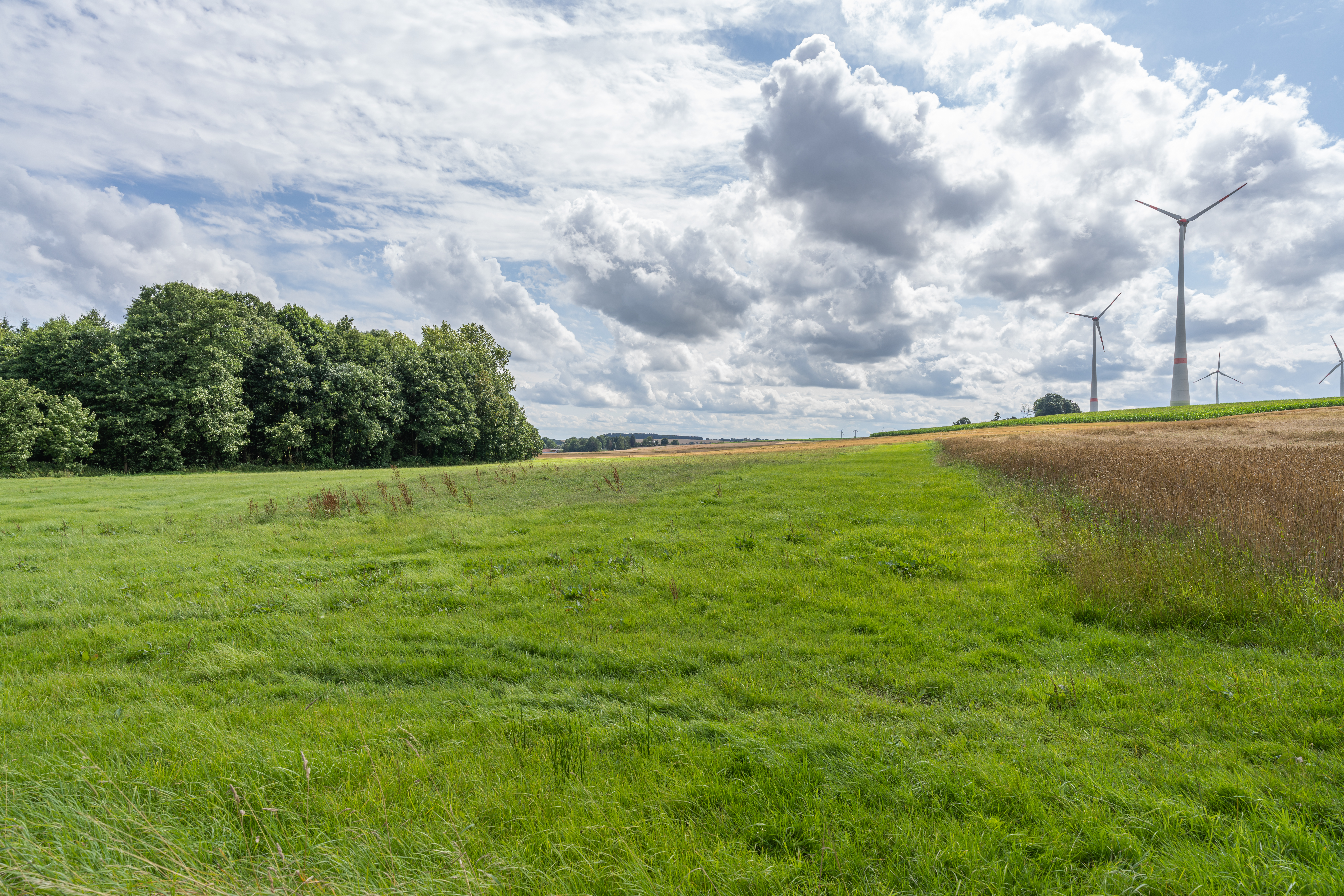
Natur im Nordosten des Hofer Lands

Das Hofer Land (auch Region Hof) liegt in Oberfranken im Nordosten des Freistaates Bayern. Zum Hofer Land gehören heute die kreisfreie Stadt Hof und der Landkreis Hof. Im Hofer Land leben etwa 140.000 Menschen.

## Geschichte
Historisch geht das Hofer Land auf die Landeshauptmannschaft Hof des Markgraftums Brandenburg-Kulmbach zurück. Der Markgraf hat zur Dokumentation seines Besitzes das Hofer Landbuch erstellen lassen.

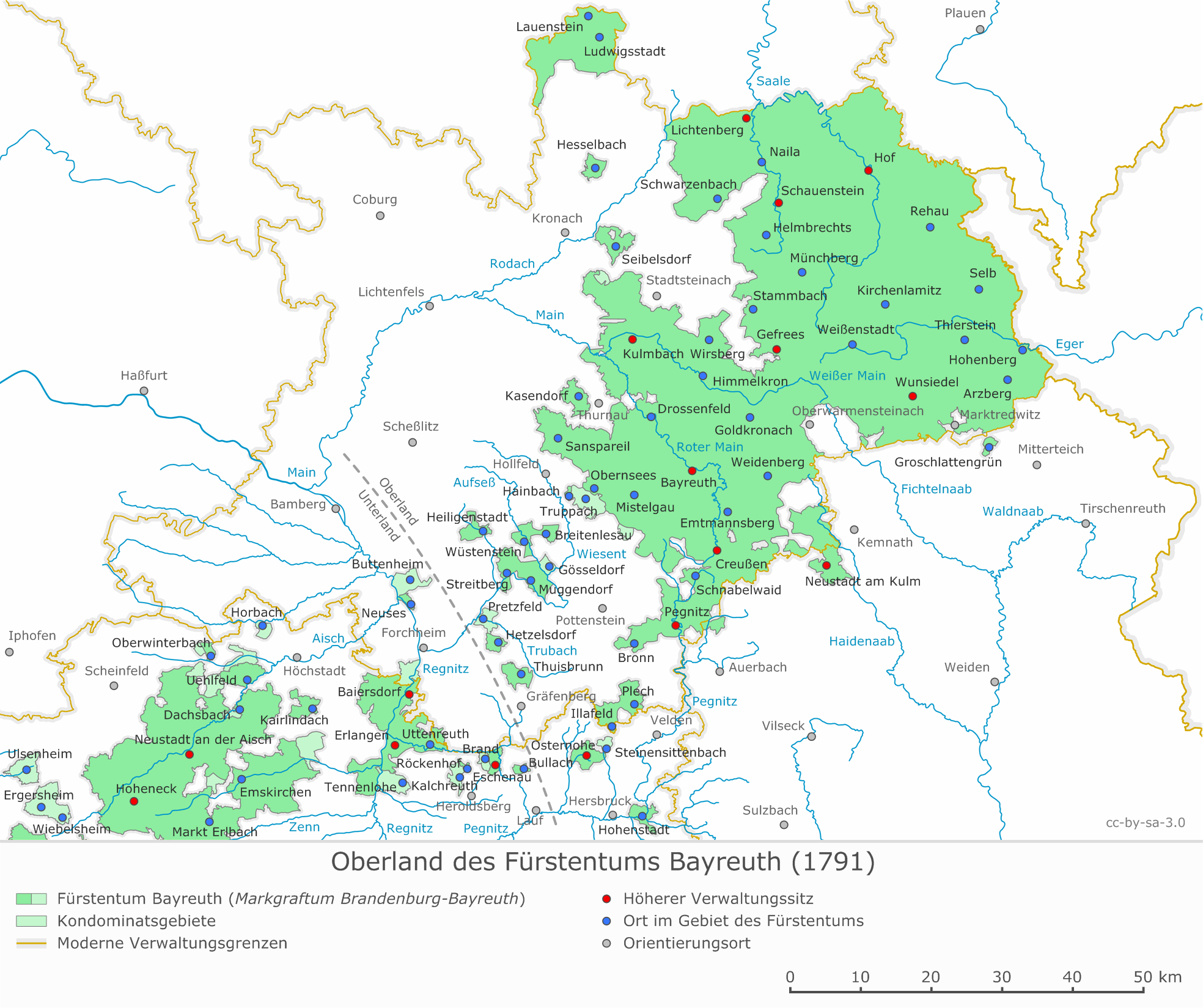
Das Oberland des Fürstentums Bayreuth mit der Landeshauptmannschaft Hof im Nordosten
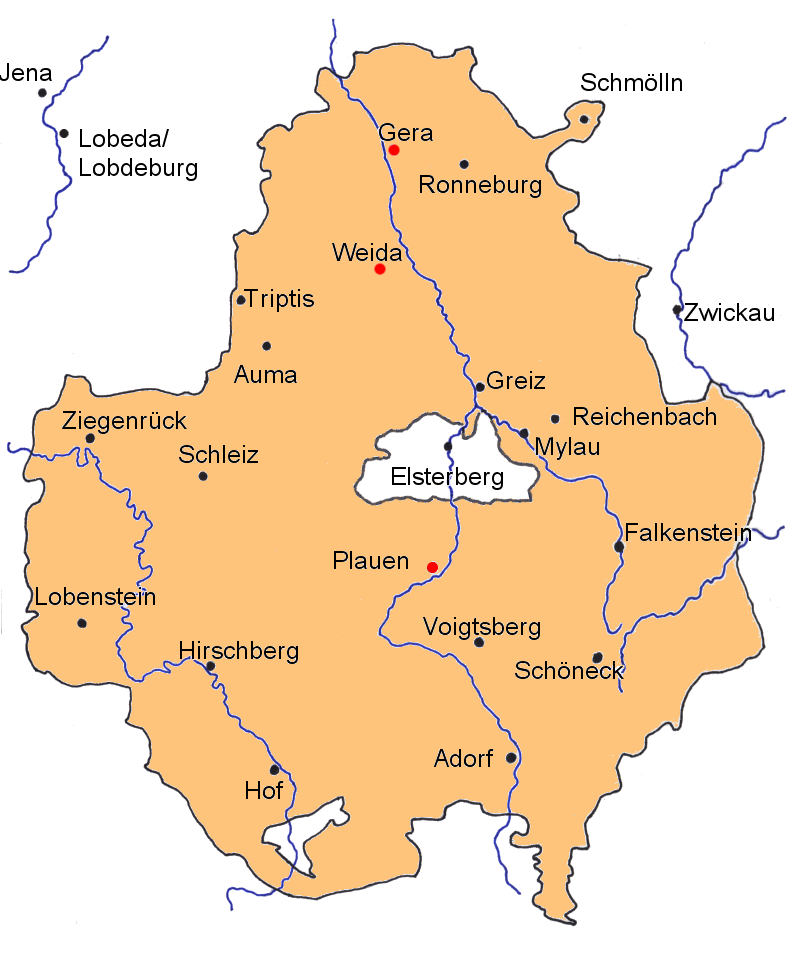
Herrschaftsgebiet der Vögte von Weida, Gera und Plauen um 1350, in der Mitte die Enklave der Herrschaft Elsterberg der Lobdeburger

Die Rodung und Erstbesiedelung der Gegend um Hof erfolgte durch fränkische Einwanderer. Die Stadt Hof und ihr Umland standen während der Zeit des 12. bis 14. Jahrhunderts unter Verwaltung der Vögte von Weida, womit ein Teil des heutigen Hofer Landes zum Bayerischen Vogtland gehört, das sich bis in den benachbarten Landkreis Wunsiedel im Fichtelgebirge erstreckt. Heute trägt das kulturhistorische und naturkundliche Museum in Hof den Namen Museum Bayerisches Vogtland und ein Autobahndreieck heißt Autobahndreieck Bayerisches Vogtland.
Das seit 2020 initiierte Projekt Hofer Land soll den Zusammenhalt zwischen der Stadt und dem Landkreis Hof fördern und wird vom Bayerischen Heimatministerium finanziell gefördert.

## Geographie und Klima
Der nordöstliche Teil des Hofer Landes wird auch als Regnitzland bezeichnet, der Osten der Region ist das Bayerische Vogtland. Das Hofer Land und das südlich anschließende Sechsämterland werden gelegentlich als Wirtschaftsregion unter dem Begriff Hochfranken zusammengefasst. Das Gebiet liegt beidseits der Grenze zwischen dem Mittelvogtländischen Kuppenland (Teil des Vogtlandes im Nordosten) und der Münchberger Hochfläche (Teil des Thüringisch-Fränkischen Mittelgebirges, im Südwesten). Nach der heutigen Definition besteht das Hofer Land aus Stadt und Landkreis Hof.
Die Saale, die am Großen Waldstein entspringt, durchfließt das Hofer Land, und ist dessen größter Fluss. Im gesamten Hofer Land gibt es etwa 43 Saalebrücken.
Im Hofer Land herrscht ein eher raues Klima, ähnlich wie im sächsischen Vogtland, wo es meist noch kälter wird – im Vergleich zu den angrenzenden bayerischen Gebieten. Charakteristisch sind kurze warme Sommer und längere kalte Winter. Vermutlich aufgrund des Klimawandels hat sich die Vegetationszeit im Hofer Land jedoch spürbar verlängert.

## Wirtschaft und Infrastruktur
Die Region hat Strukturprobleme und gehört zu den wirtschaftlich schwächeren Bereichen in Bayern. Im Hofer Land herrschte lange Zeit die höchsten Arbeitslosenquoten Bayerns. Das Problem war vor allem auf die Nähe zum Ostblock (DDR/ČSSR) zurückzuführen. Dies hat sich aber in den vergangenen Jahren deutlich verbessert. Die Arbeitslosenquote lag im Dezember 2018 in der Stadt Hof bei 5,3 % und im Landkreis Hof betrug sie 2,7 %. 2022 meldete die Agentur für Arbeit Bayreuth-Hof mehr offene Stellen als Arbeitslose, die Arbeitslosenquote für die Region Hof liegt demnach bei 3,4 Prozent.
Im Hofer Land sind mehrere große Unternehmen ansässig, viele davon in der Stadt Hof, beispielsweise auch das Amazon-Logistikzentrum in Hof und Gattendorf, Gealan Fenster-Systeme in Oberkotzau, Lamilux und die Rehau-Gruppe in Rehau, die Sandler AG in Schwarzenbach an der Saale und Dennree in Töpen. Von den 50 wachstumsstärksten mittelständischen Unternehmen in Bayern hatten im Jahr 2017 acht Unternehmen ihren Sitz in Oberfranken, fünf davon im Hofer Land.

### Verkehr

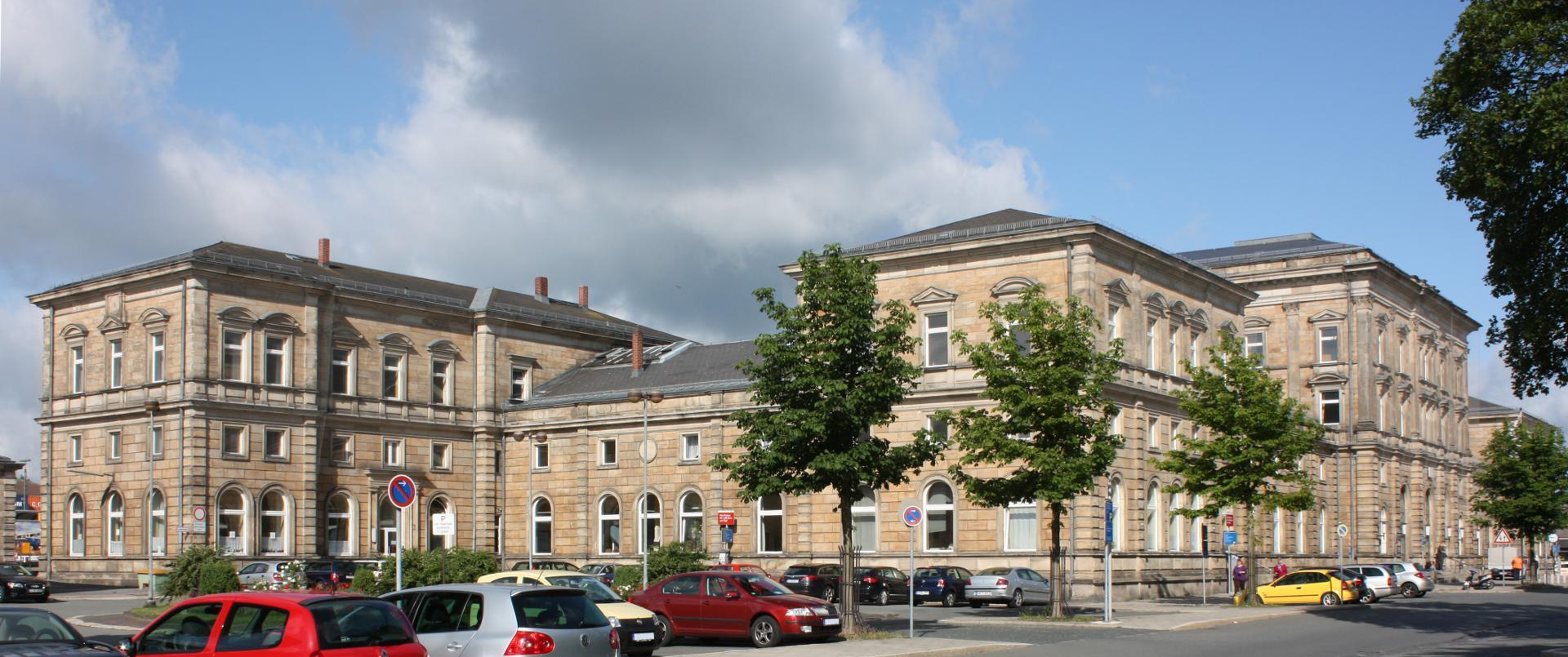
Empfangsgebäude des Hauptbahnhof Hof

Die Region Hof ist durch folgende Infrastruktur-Einrichtungen verkehrsgünstig gelegen:
- den Verkehrslandeplatz Hof-Plauen,
- den Hofer Hauptbahnhof,
- die Autobahnen A 9, A 72 und A 93,
- die Bundesstraßen B 2, B 15 und B 173.

Die wichtigsten Verkehrsbauwerke liegen in Hof; daneben gibt es die Bahnhöfe Münchberg, Helmbrechts, Oberkotzau, Schwarzenbach an der Saale, Rehau, Naila und Bad Steben sowie den Flugplatz Ottengrüner Heide.

### Weitere Einrichtungen mit dem Namen Hofer Land
Verschiedene Einrichtungen und Projekte arbeiten unter dem Namen Hofer Land, wie etwa der Seelsorgebereich Hofer Land der katholischen Pfarreien, die VHS Hofer Land oder das regionale Smart-City-Projekt hoferLand.digital.

## Sehenswürdigkeiten

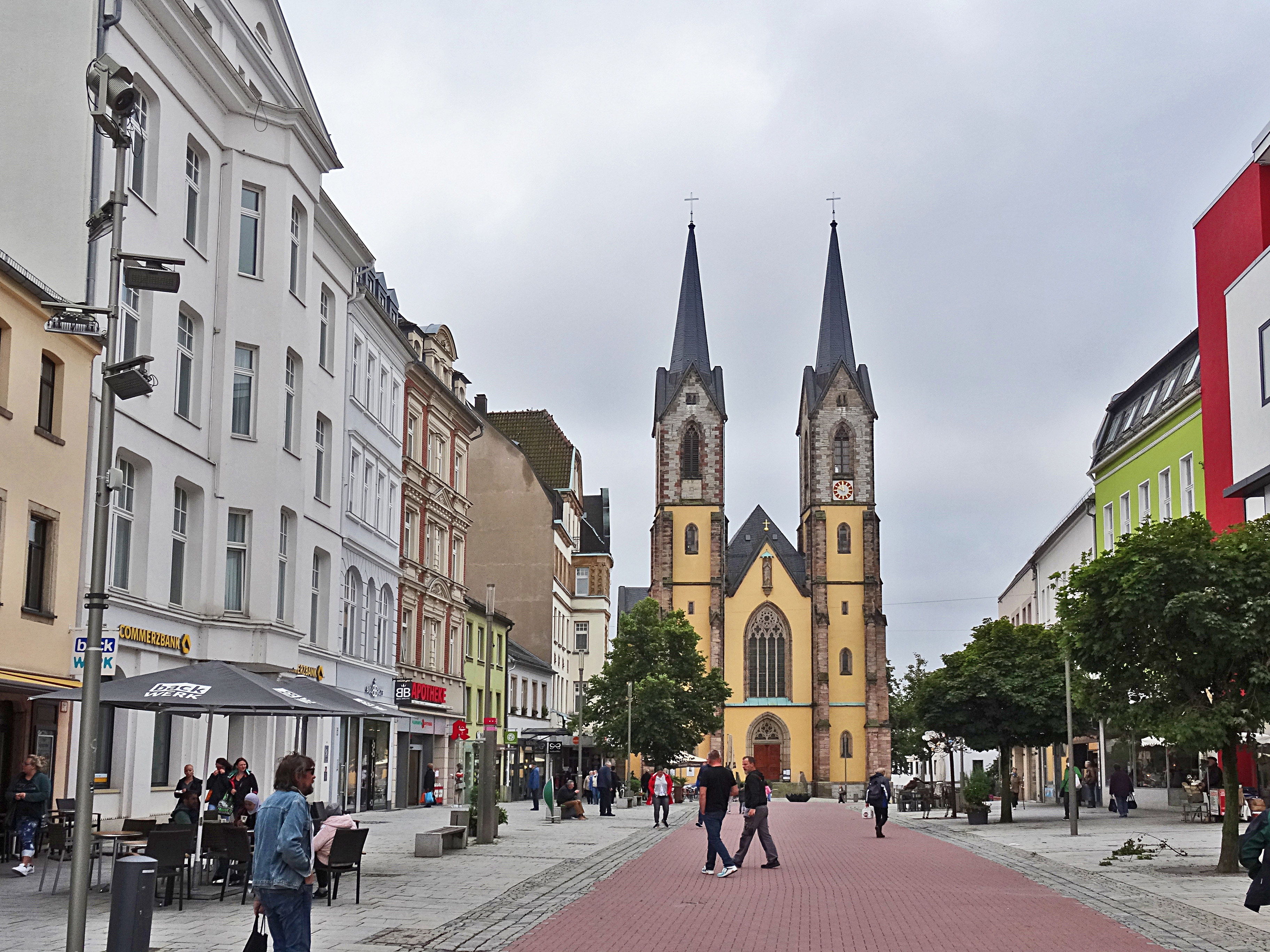
Hofer Altstadt
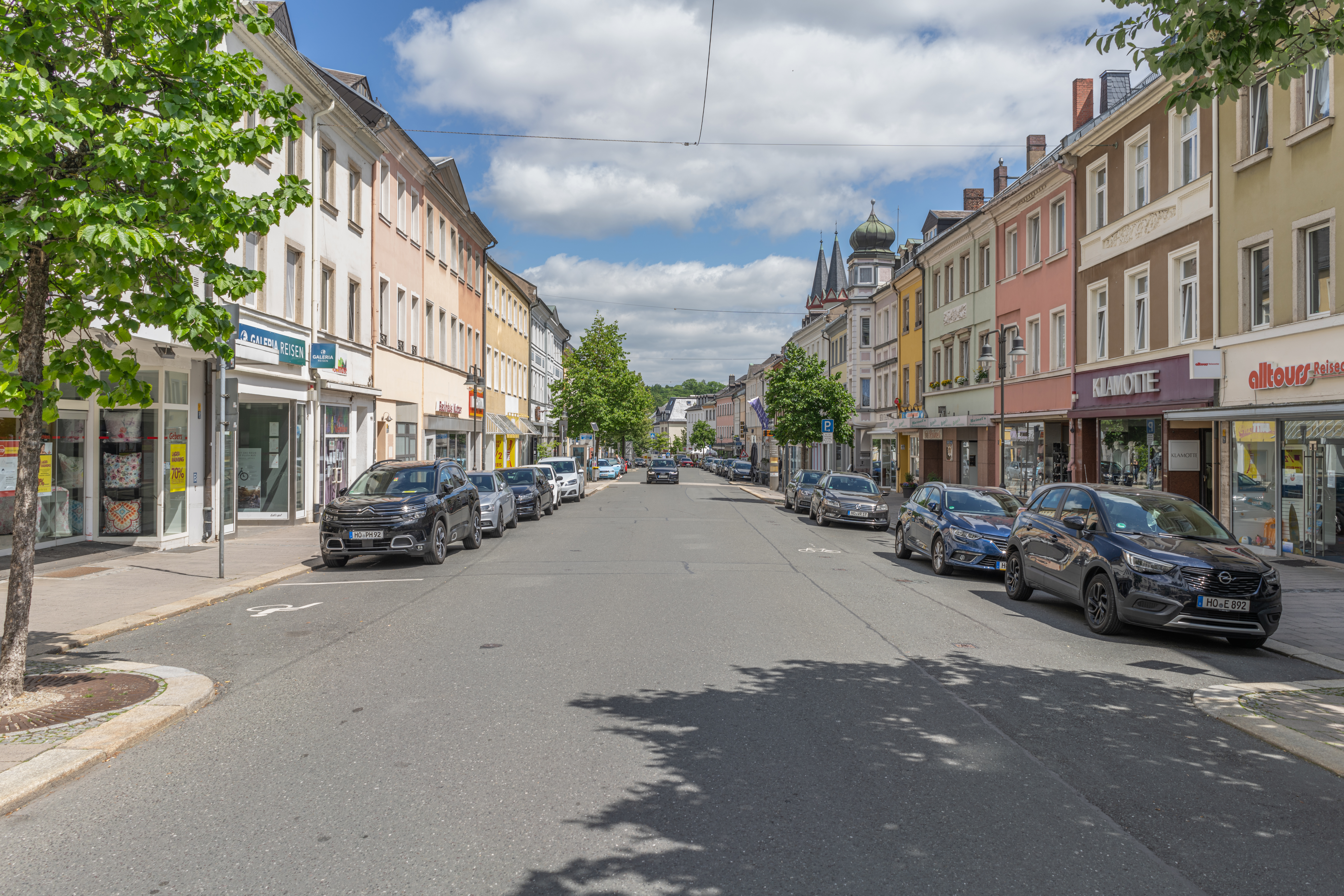
Hofer Neustadt
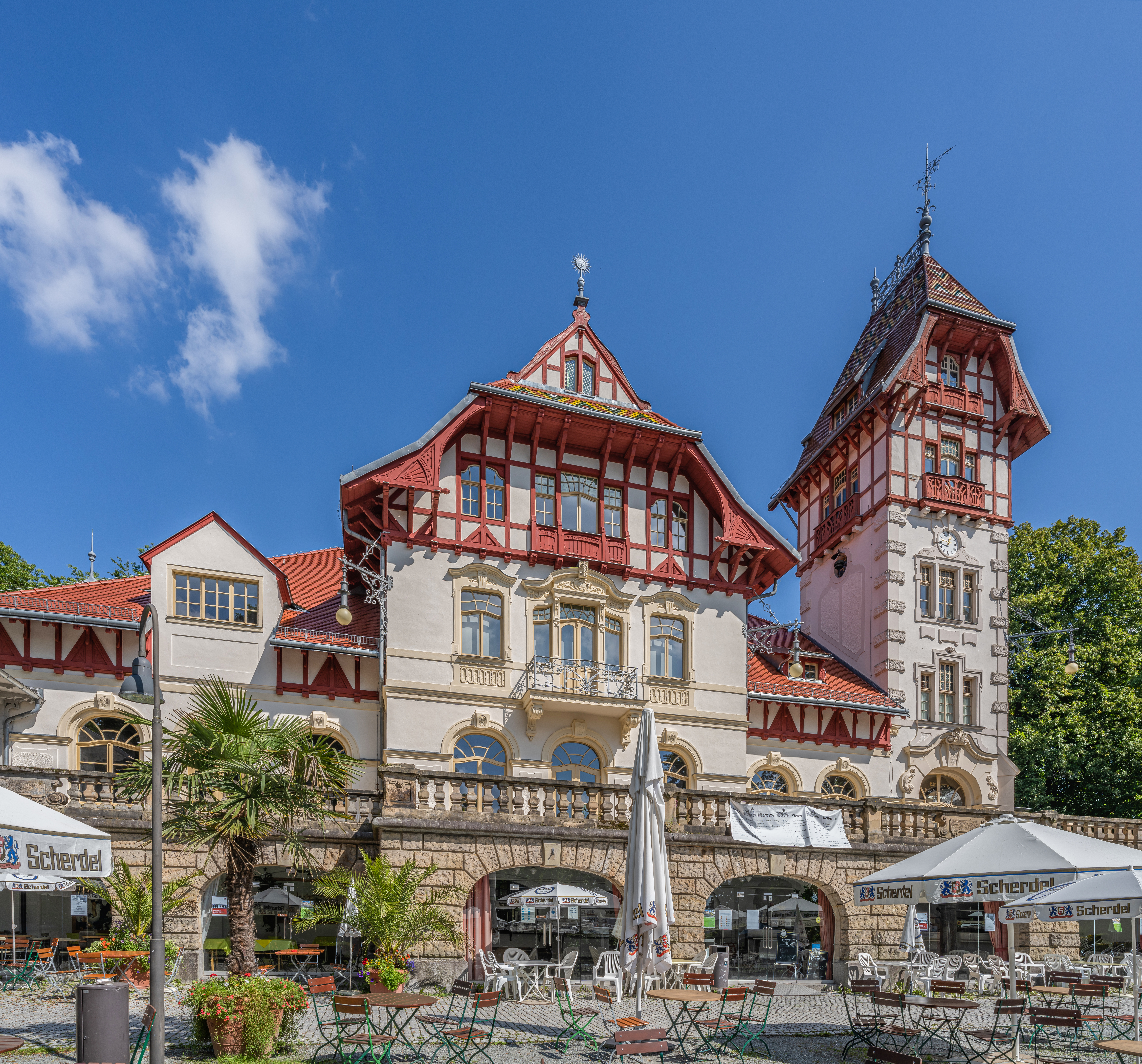
Theresienstein Hof
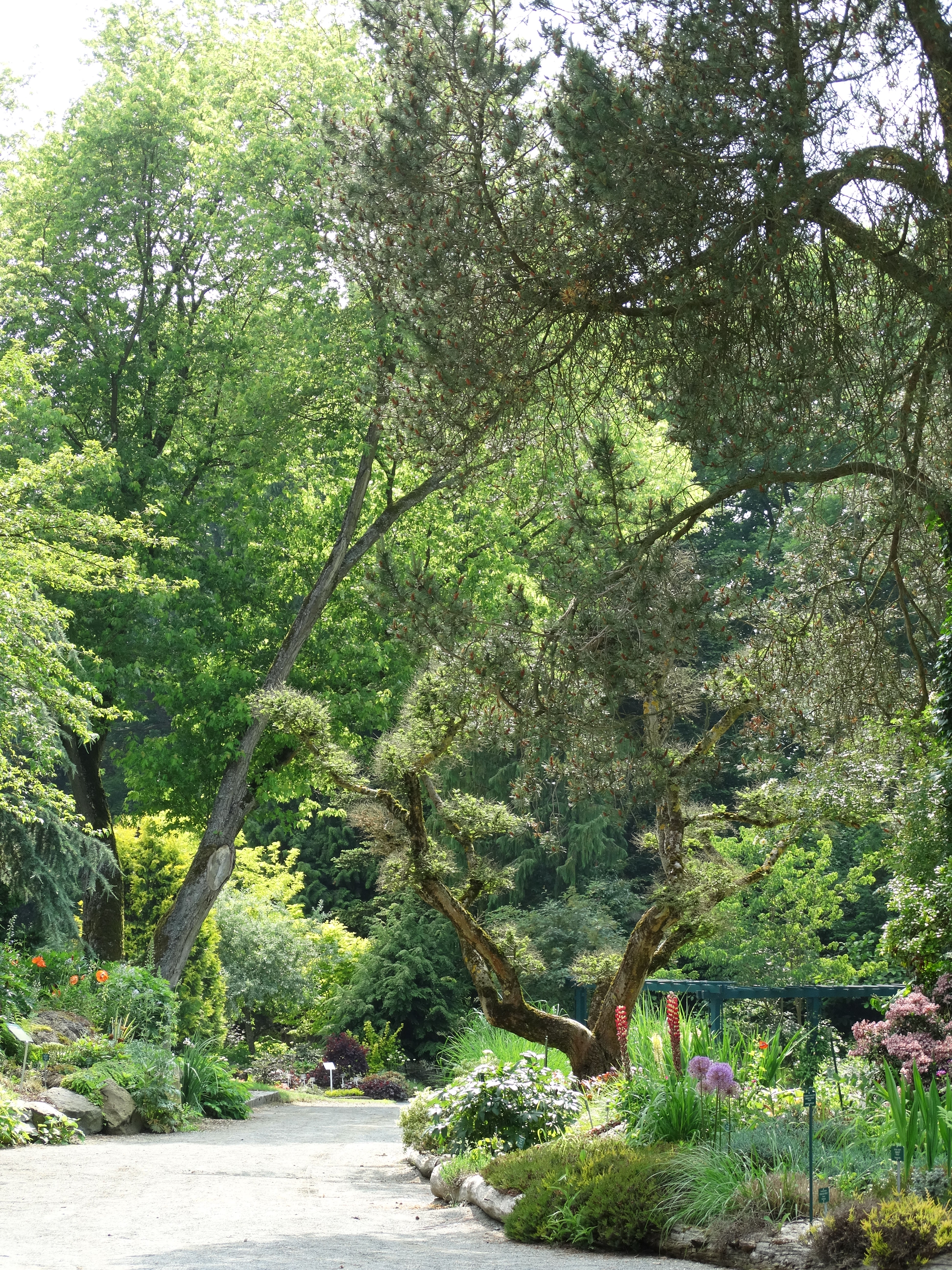
Botanischer Garten Hof
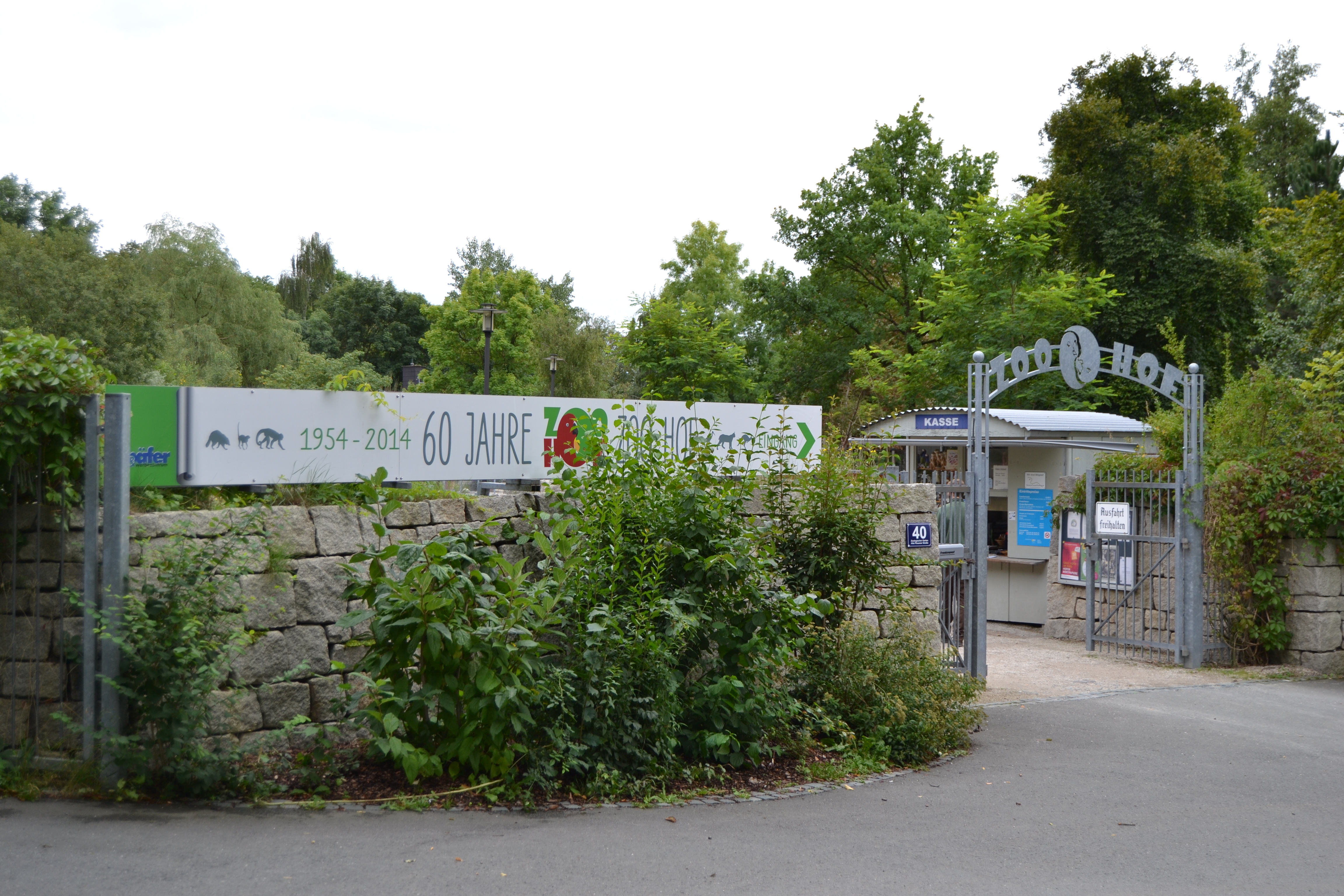
Zoologischer Garten Hof
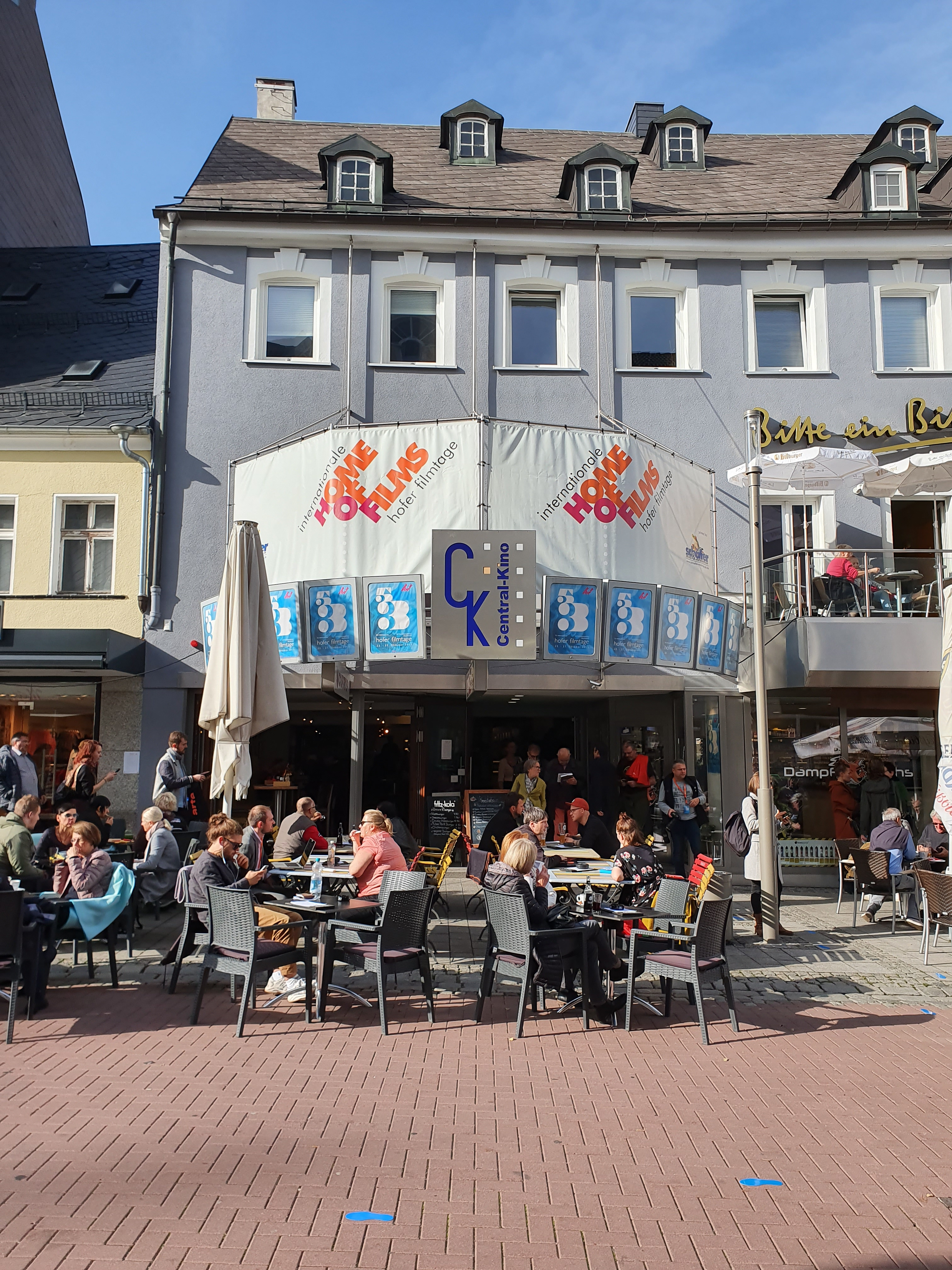
Internationale Hofer Filmtage
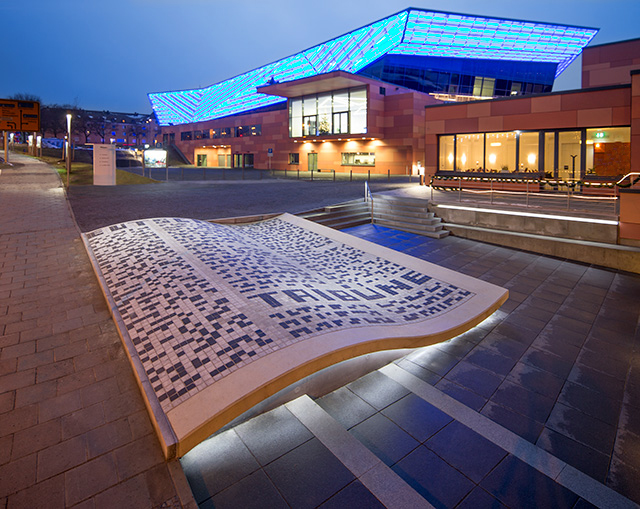
Freiheitshalle Hof
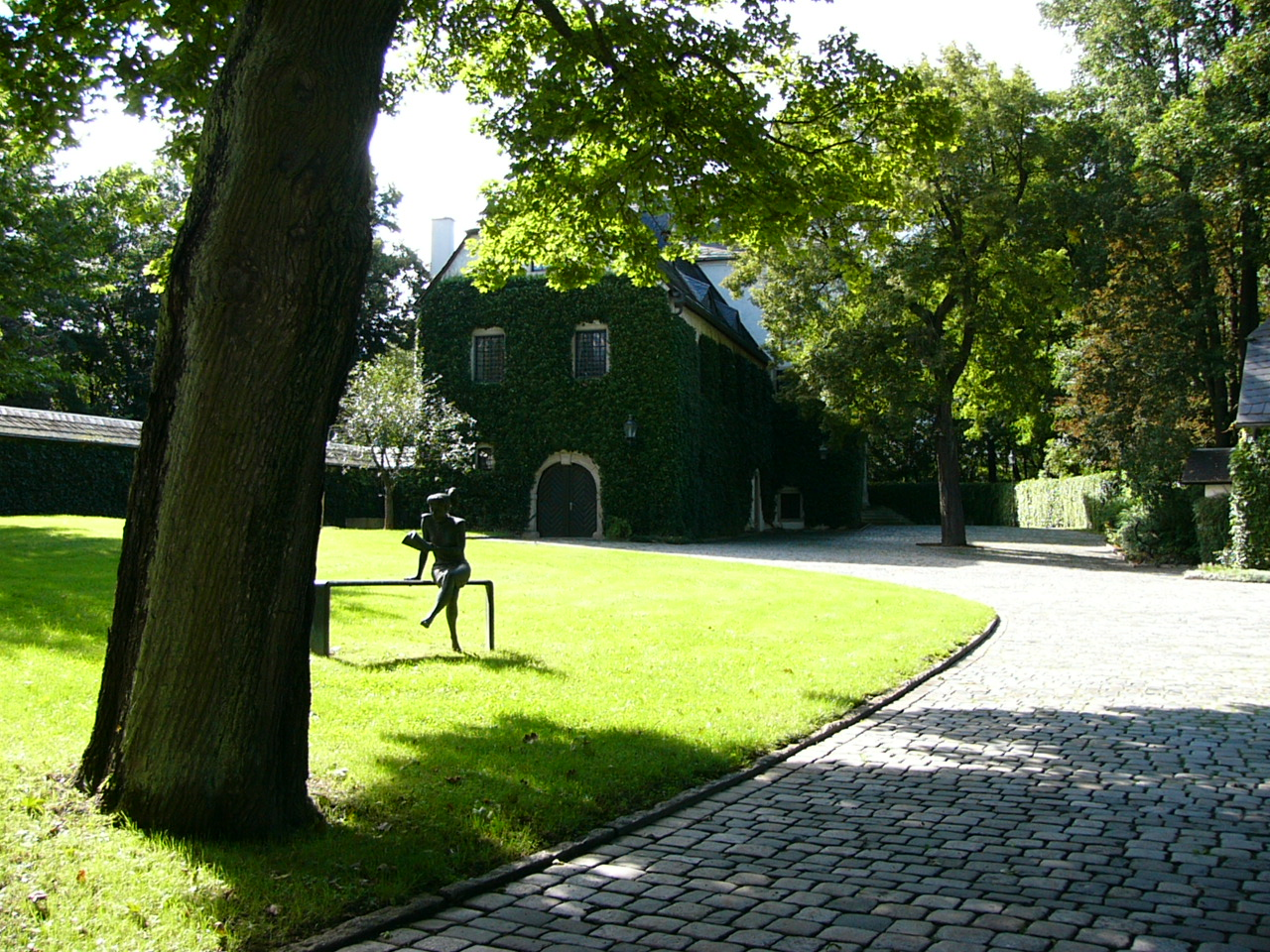
Schloss Hofeck
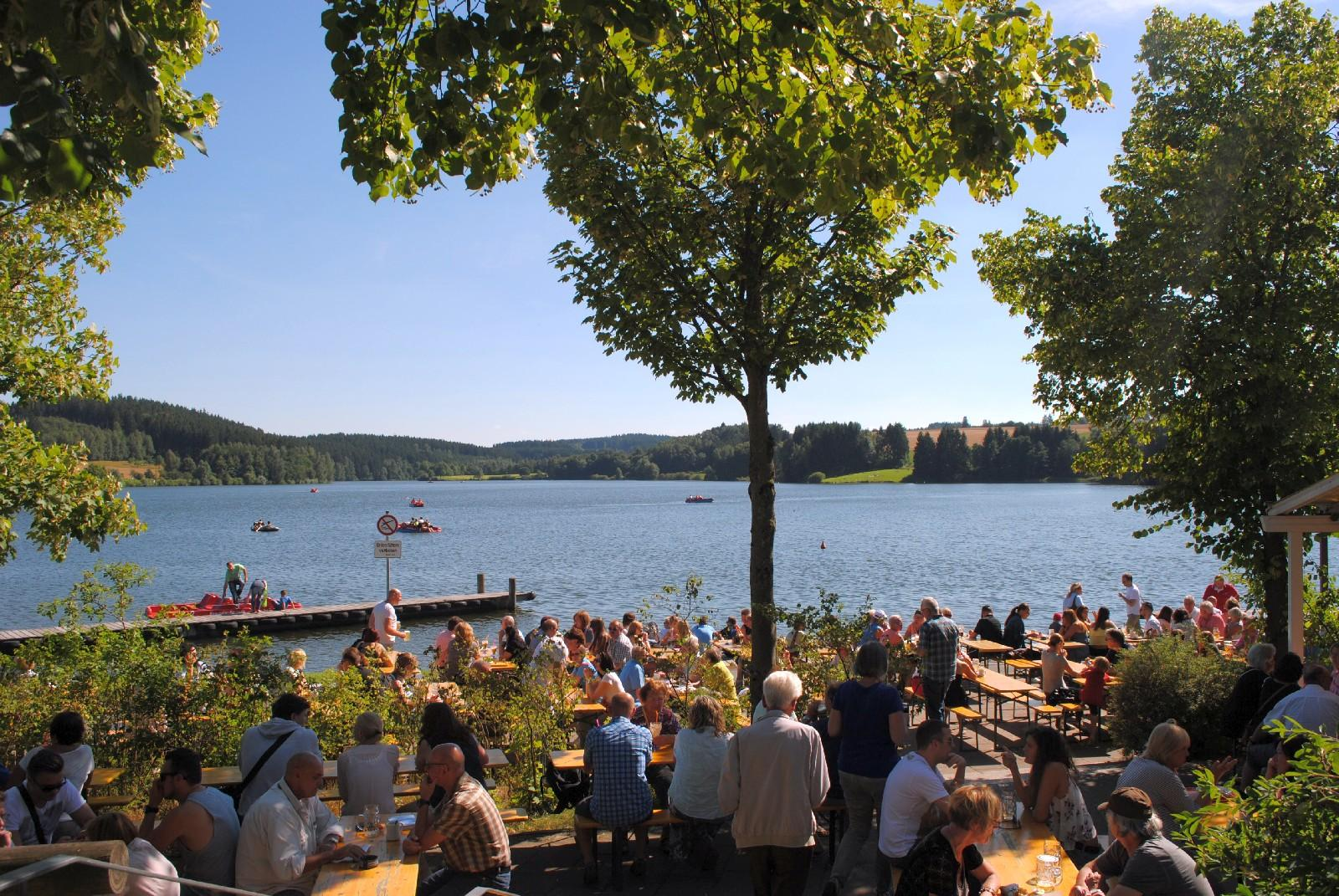
Untreusee
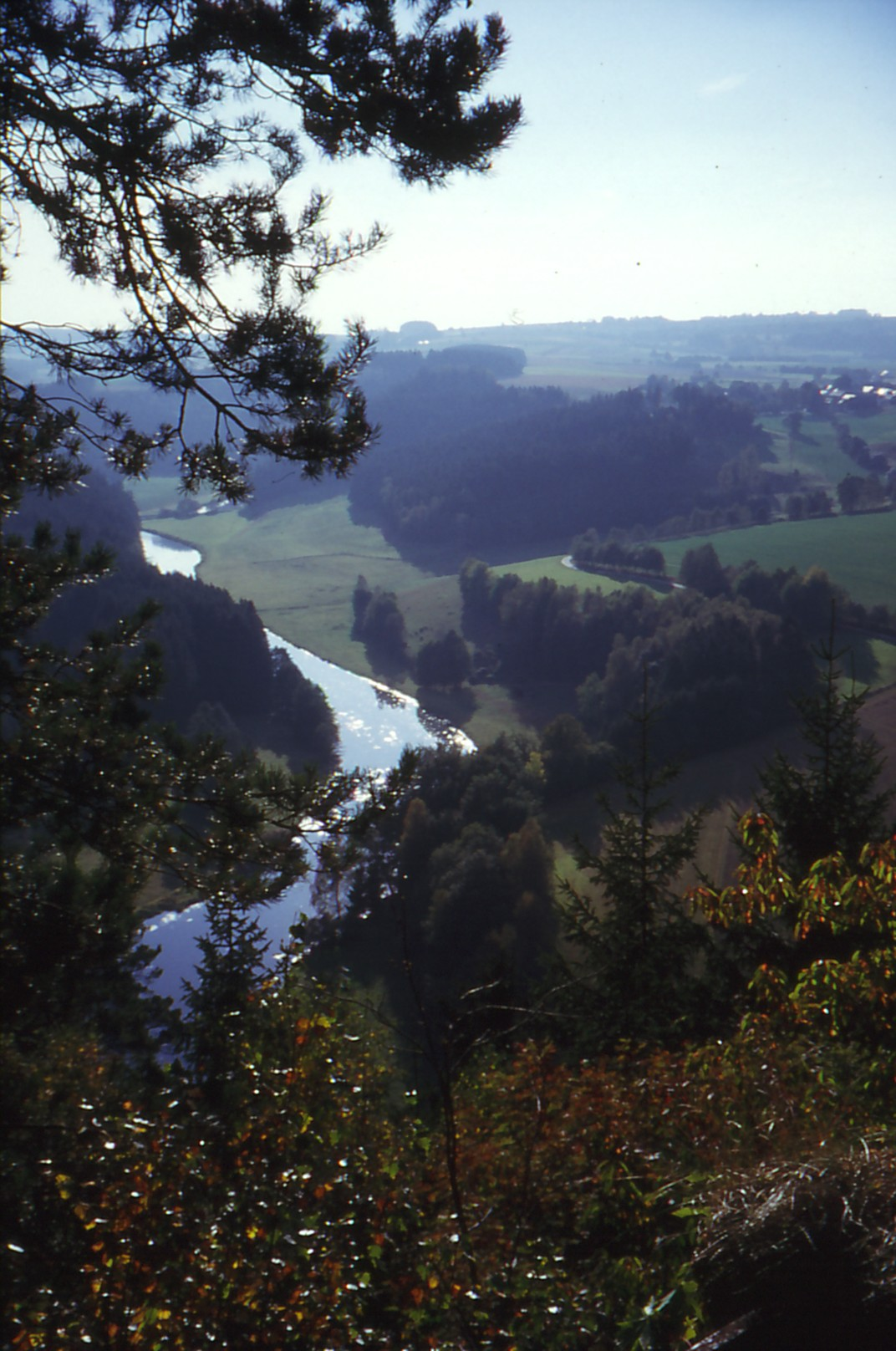
Saaletal
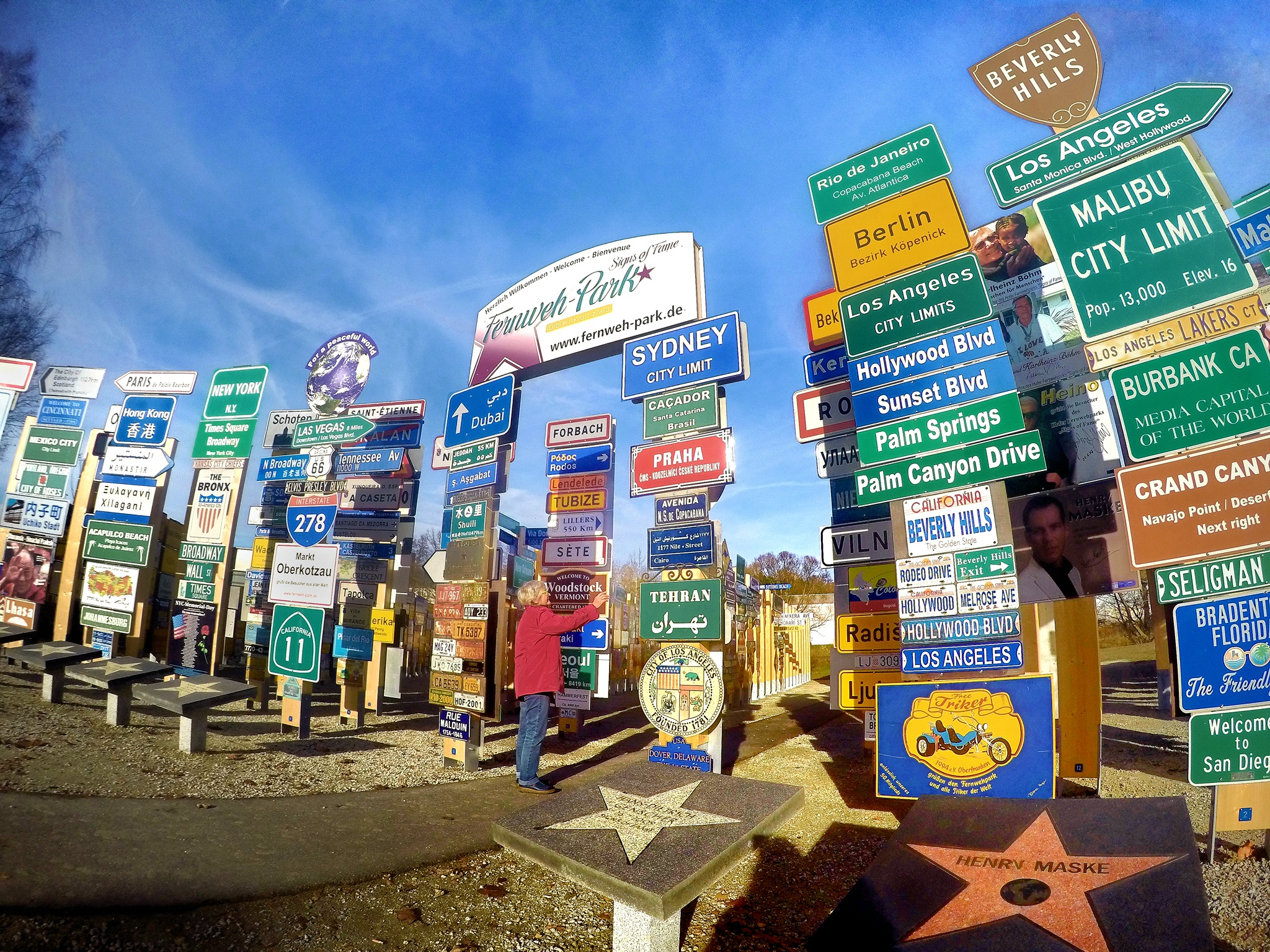
Fernwehpark Oberkotzau
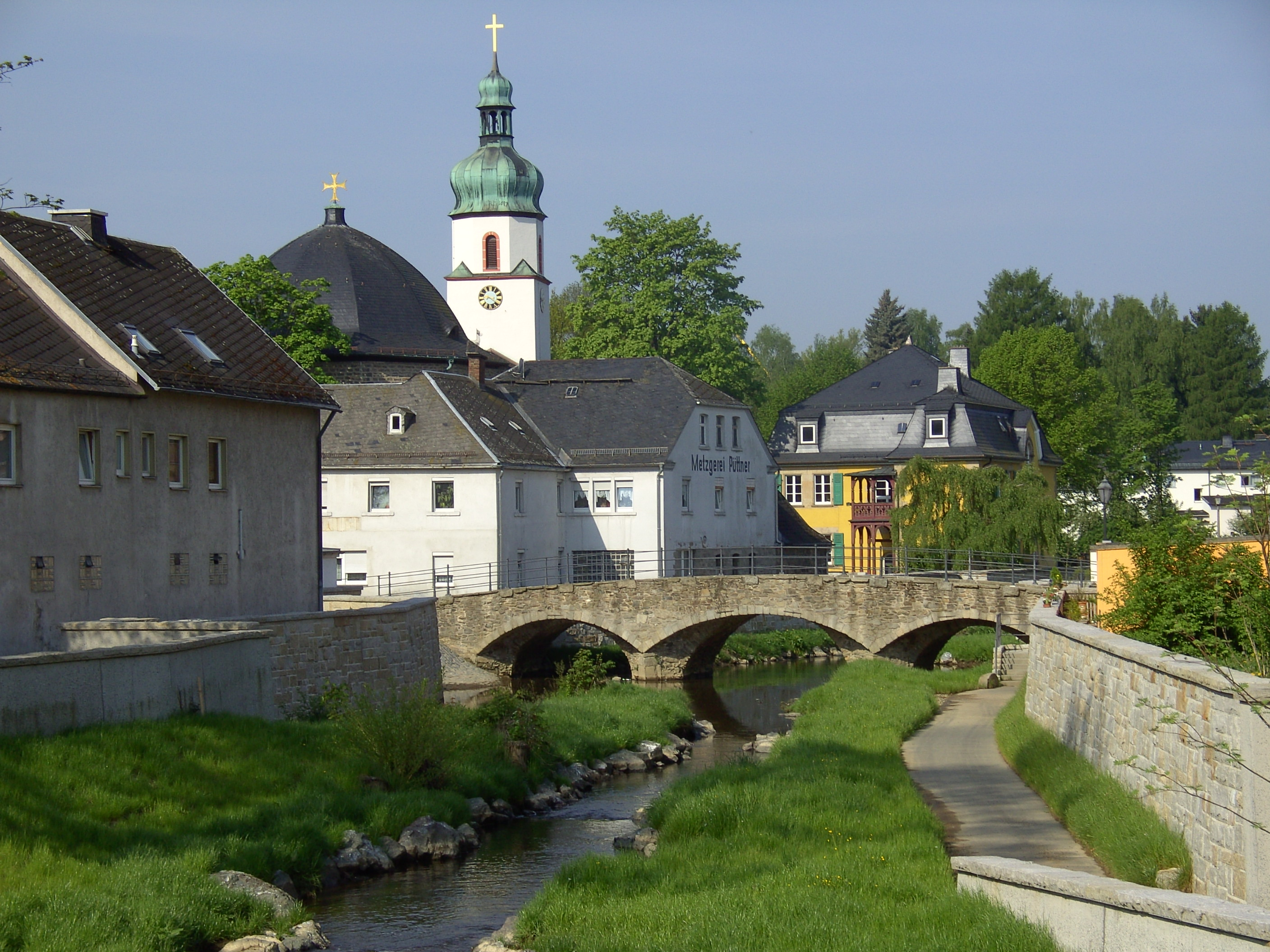
Oberkotzau
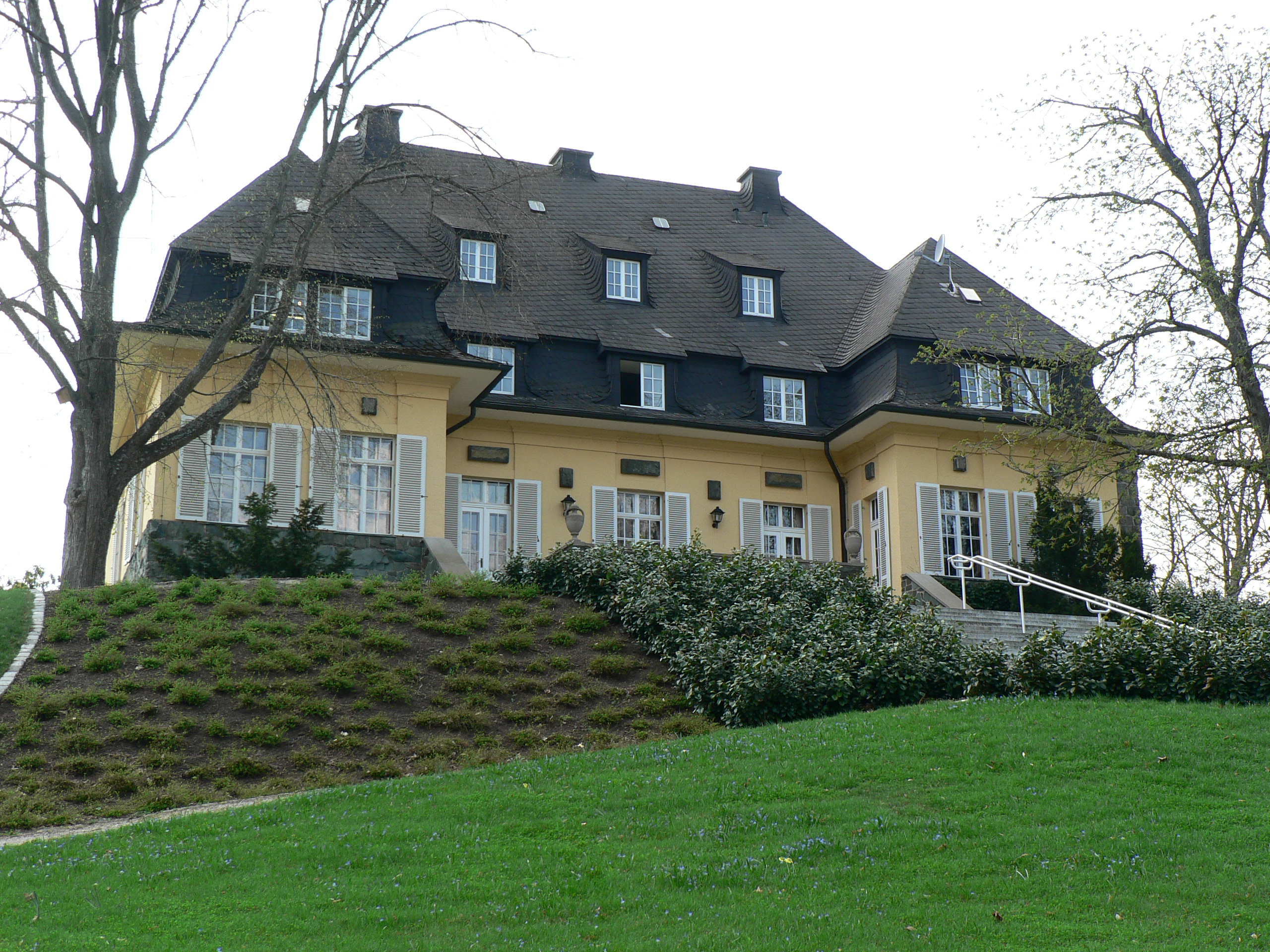
Internationale Musikbegegnungsstätte Haus Marteau in Lichtenberg
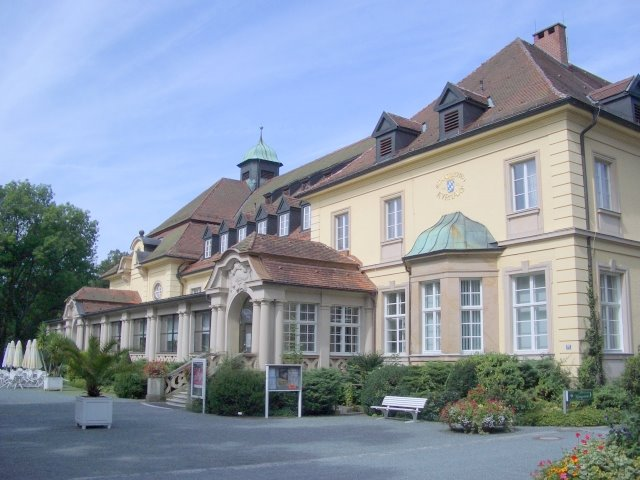
Kurhaus Bad Steben
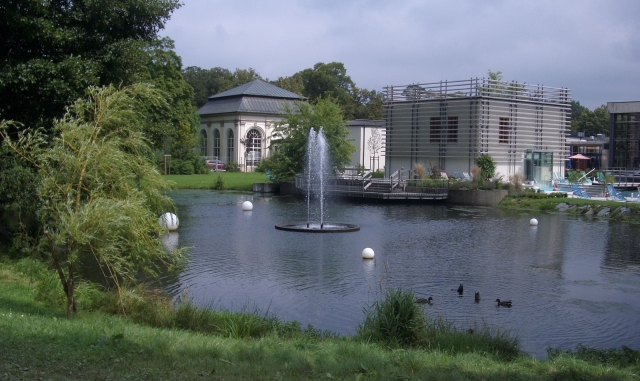
Therme Bad Steben
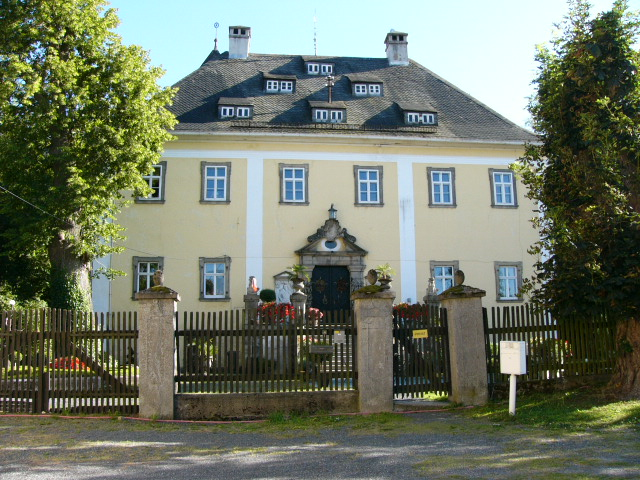
Schloss Döhlau
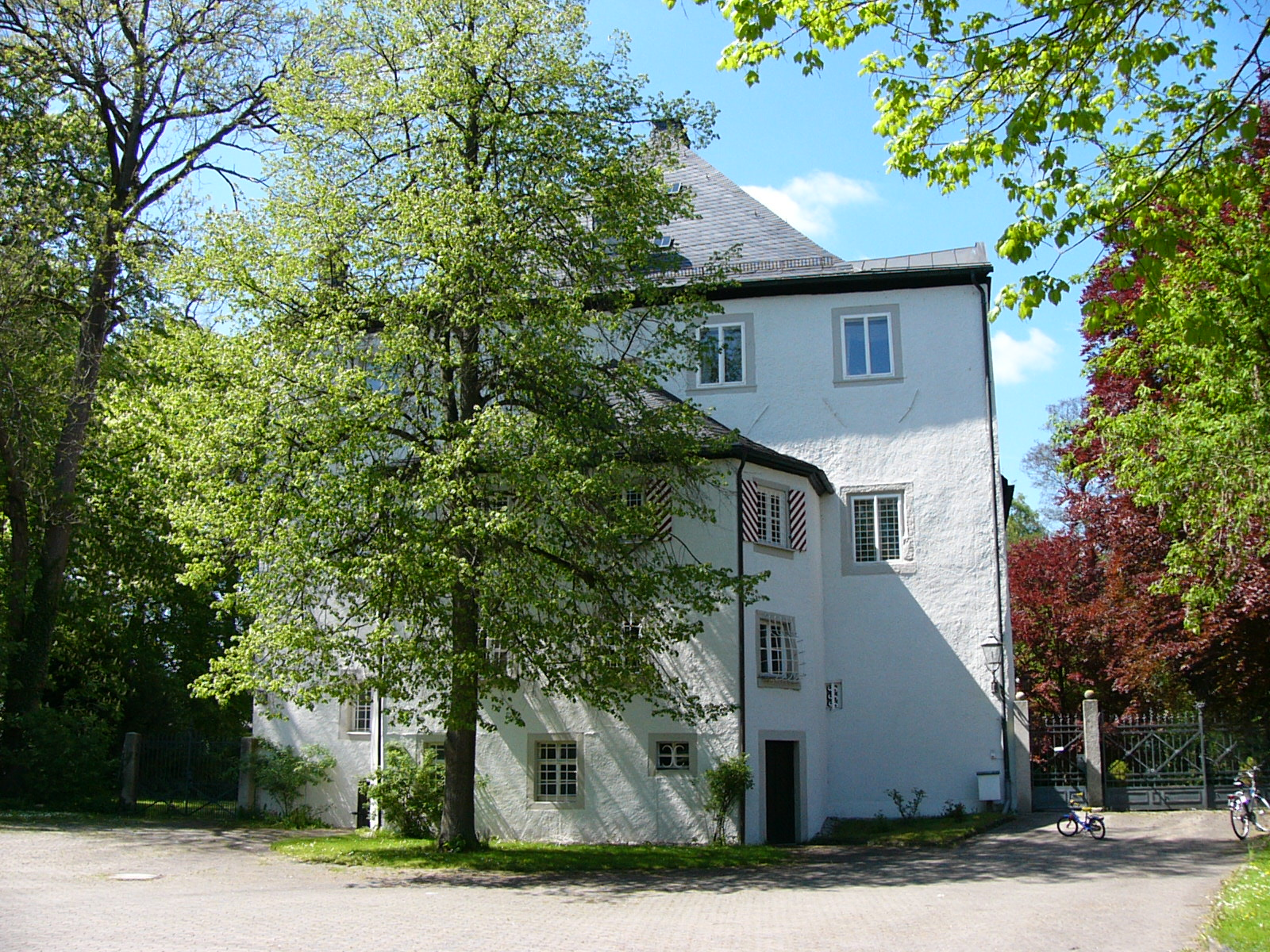
Schloss Konradsreuth
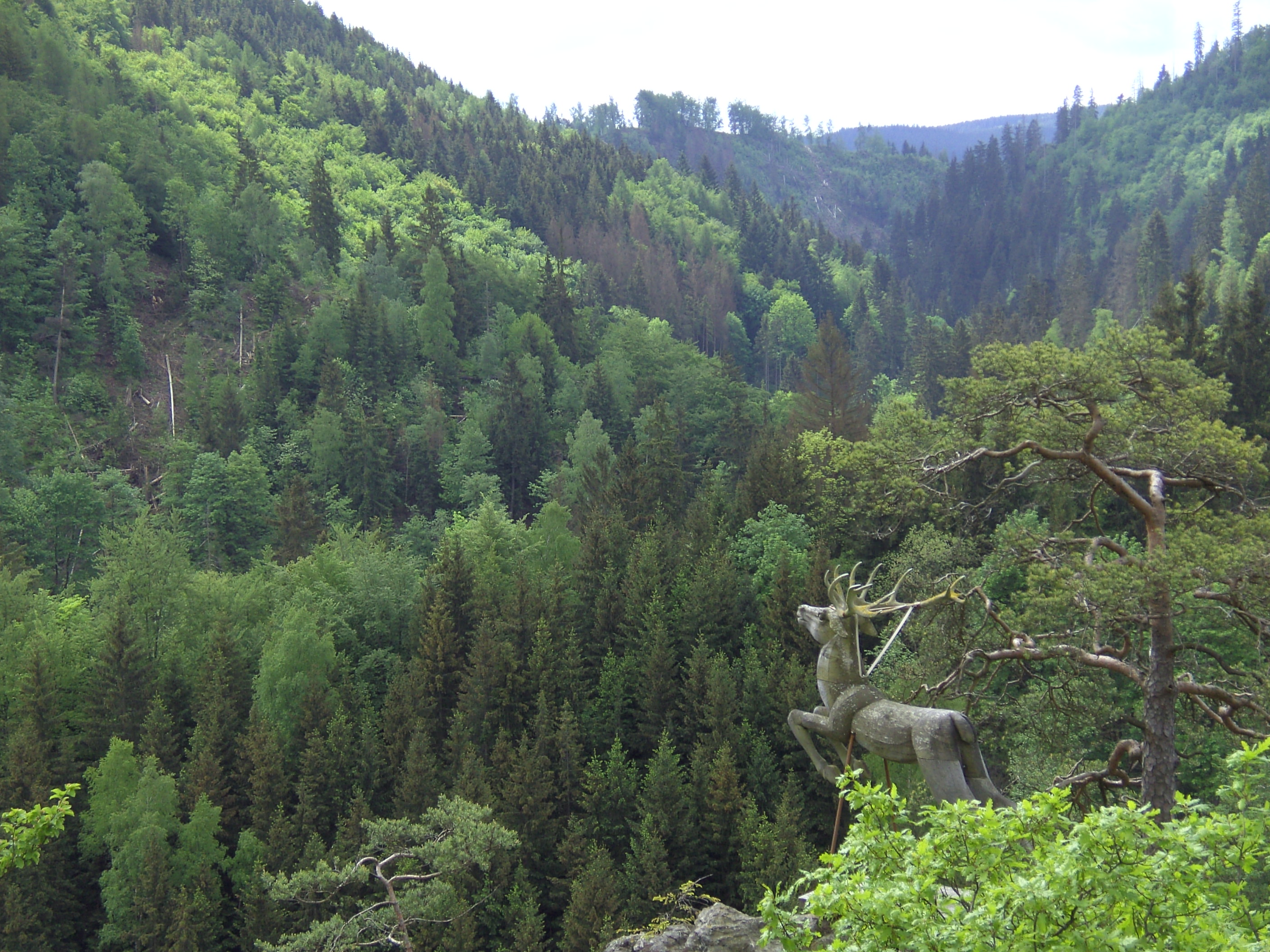
Höllental bei Selbitz
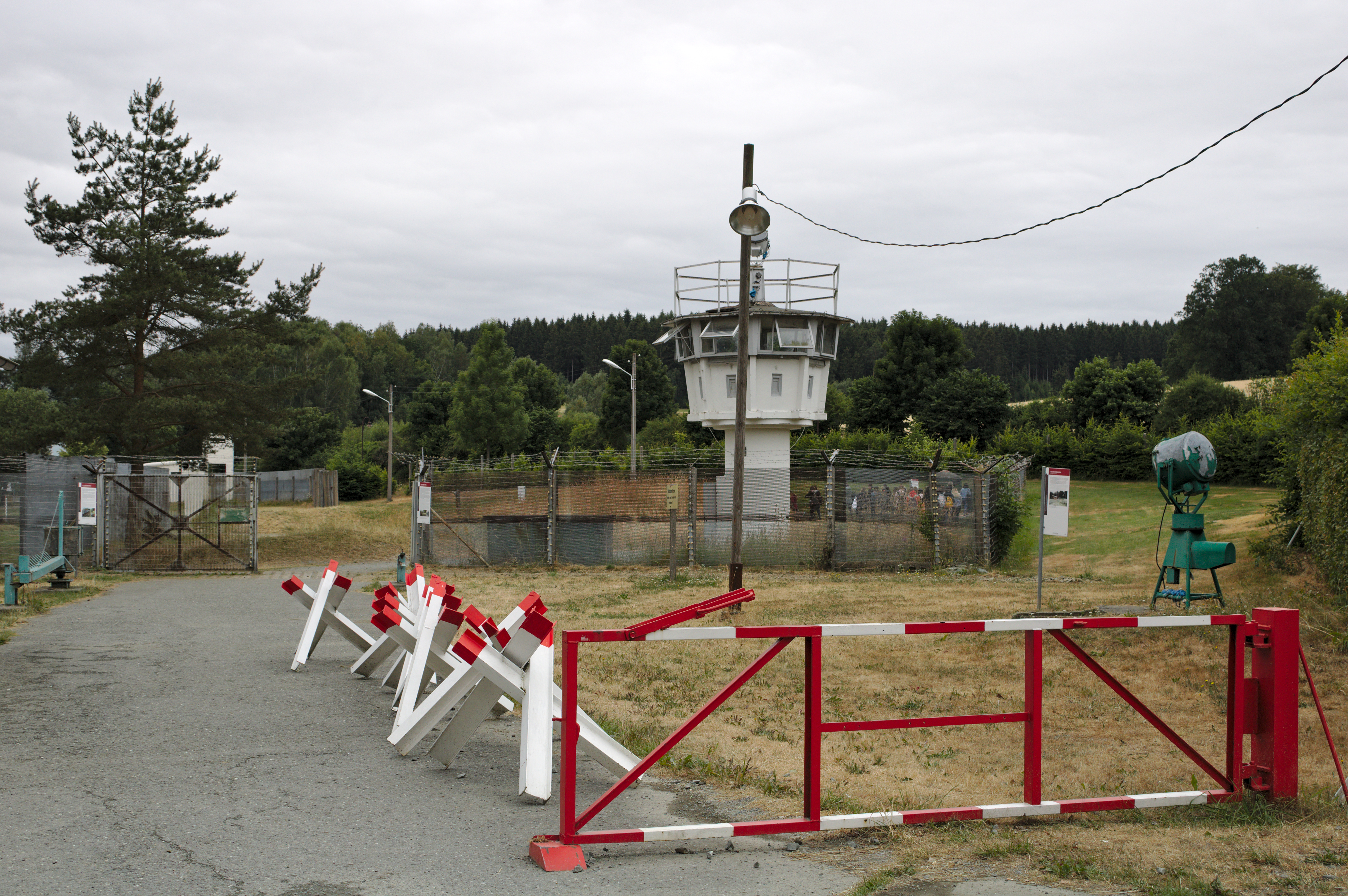
Deutsch-Deutsches Museum Mödlareuth
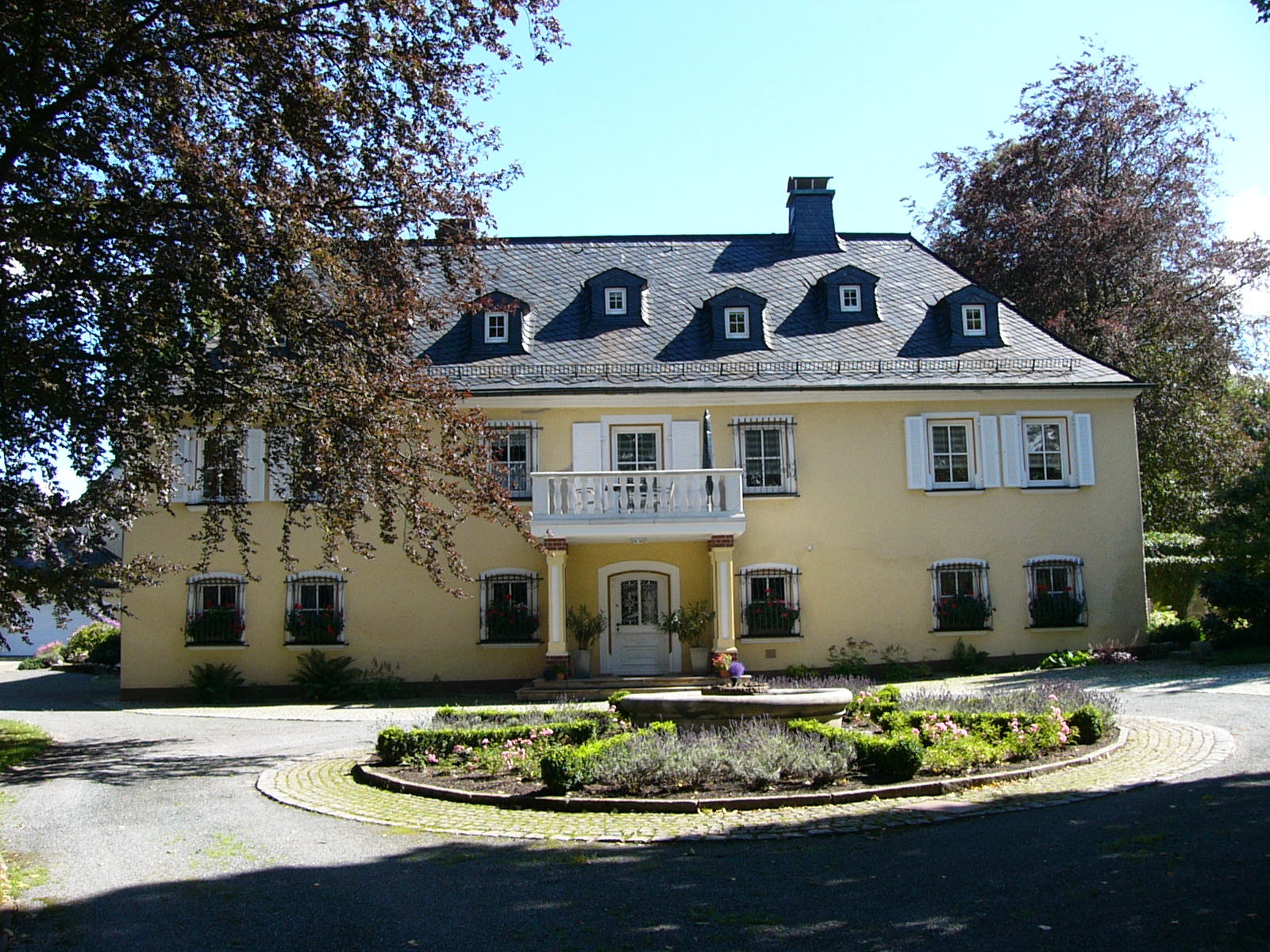
Schloss Köditz
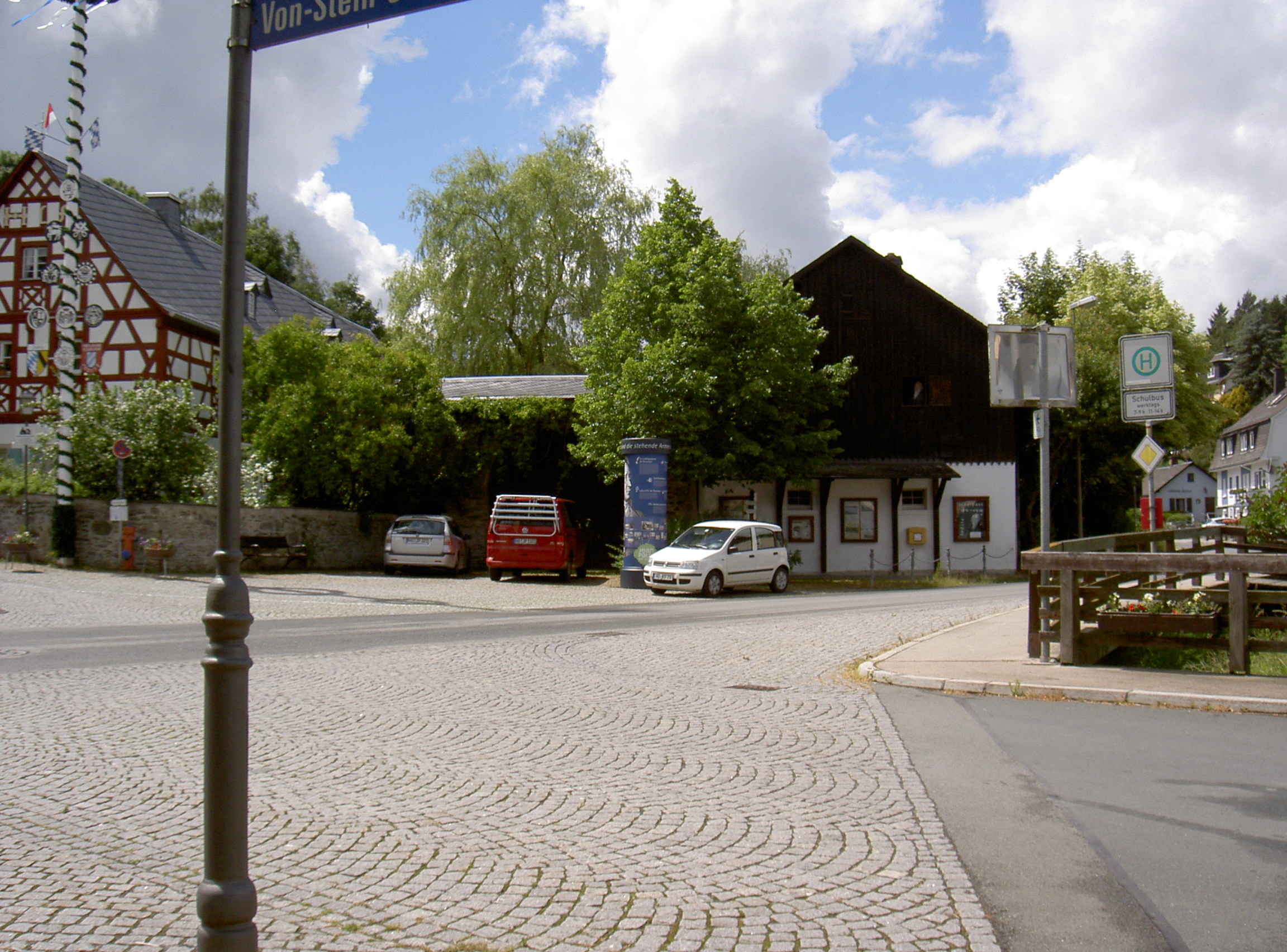
Jean-Paul-Museum Joditz
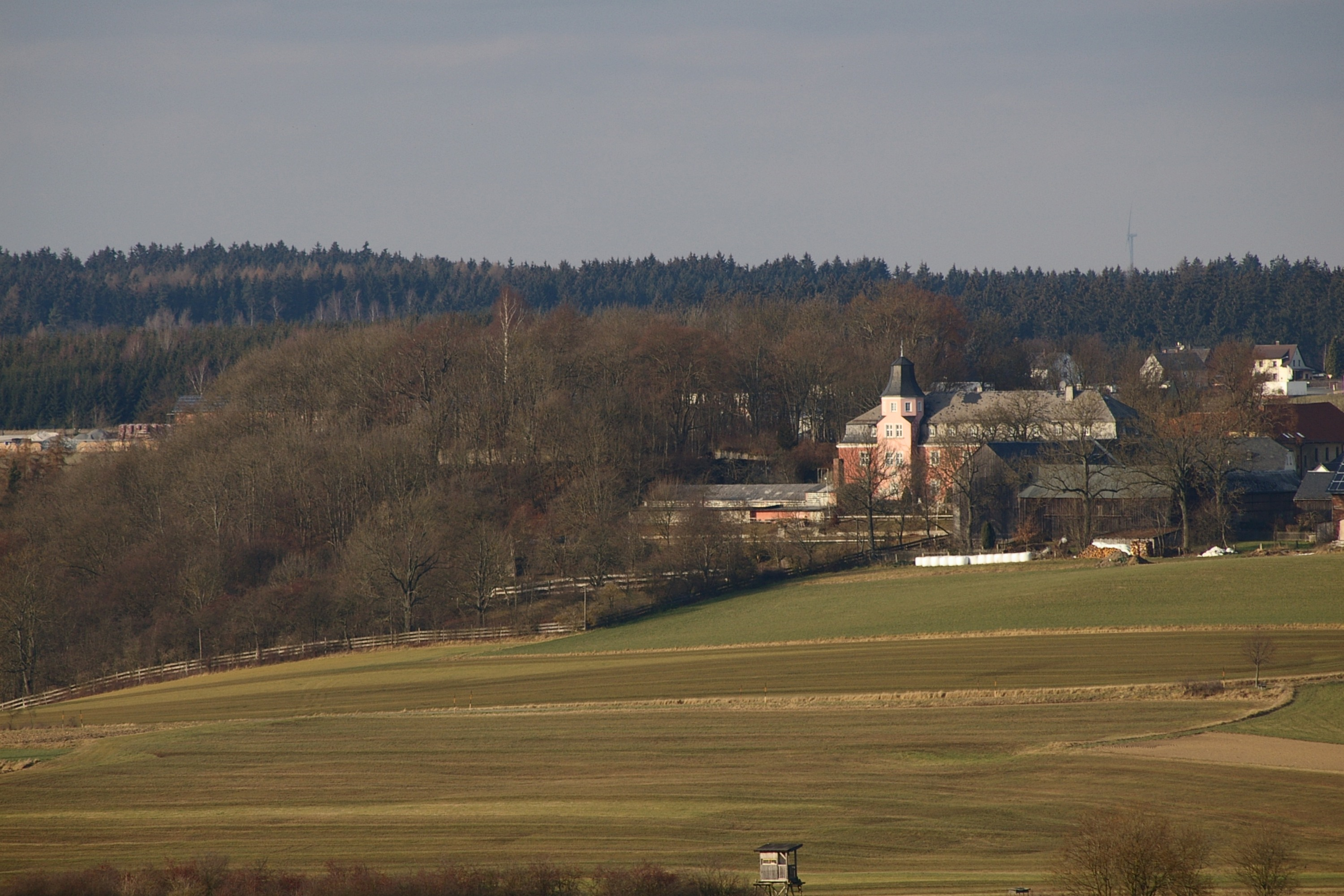
Schloss Gattendorf
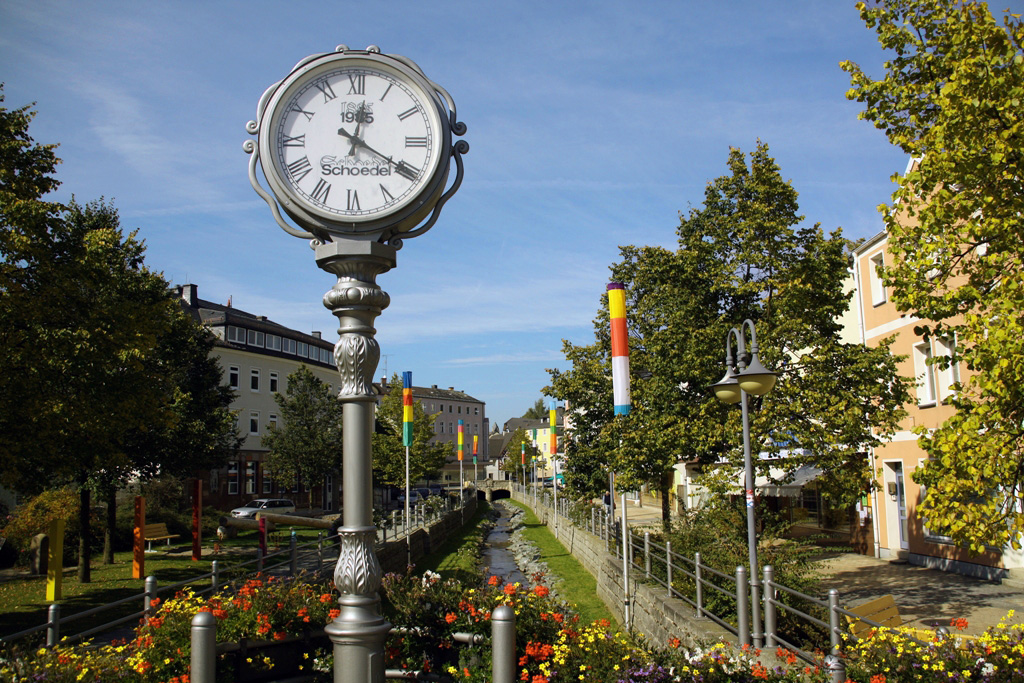
Münchberg
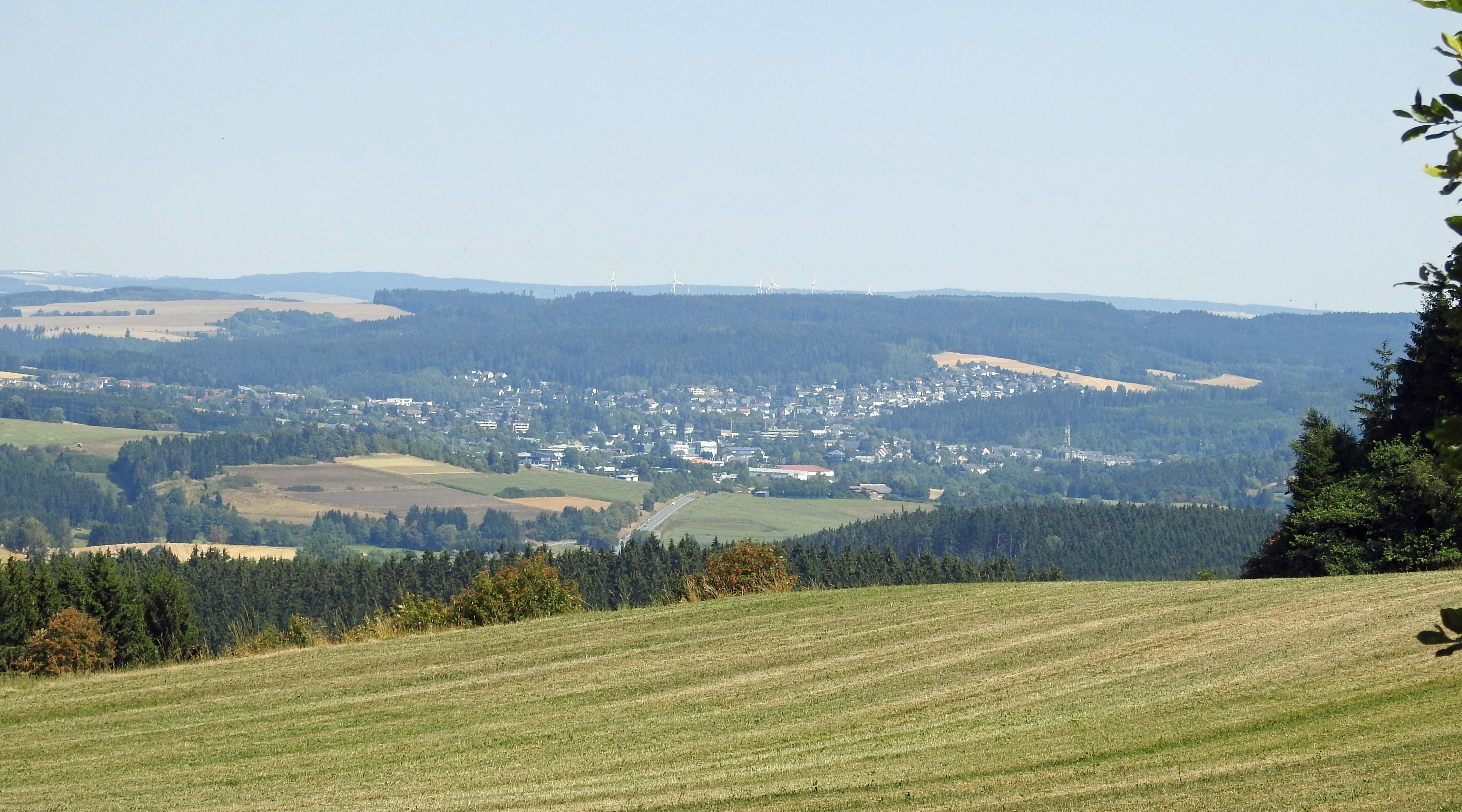
Naila im Frankenwald
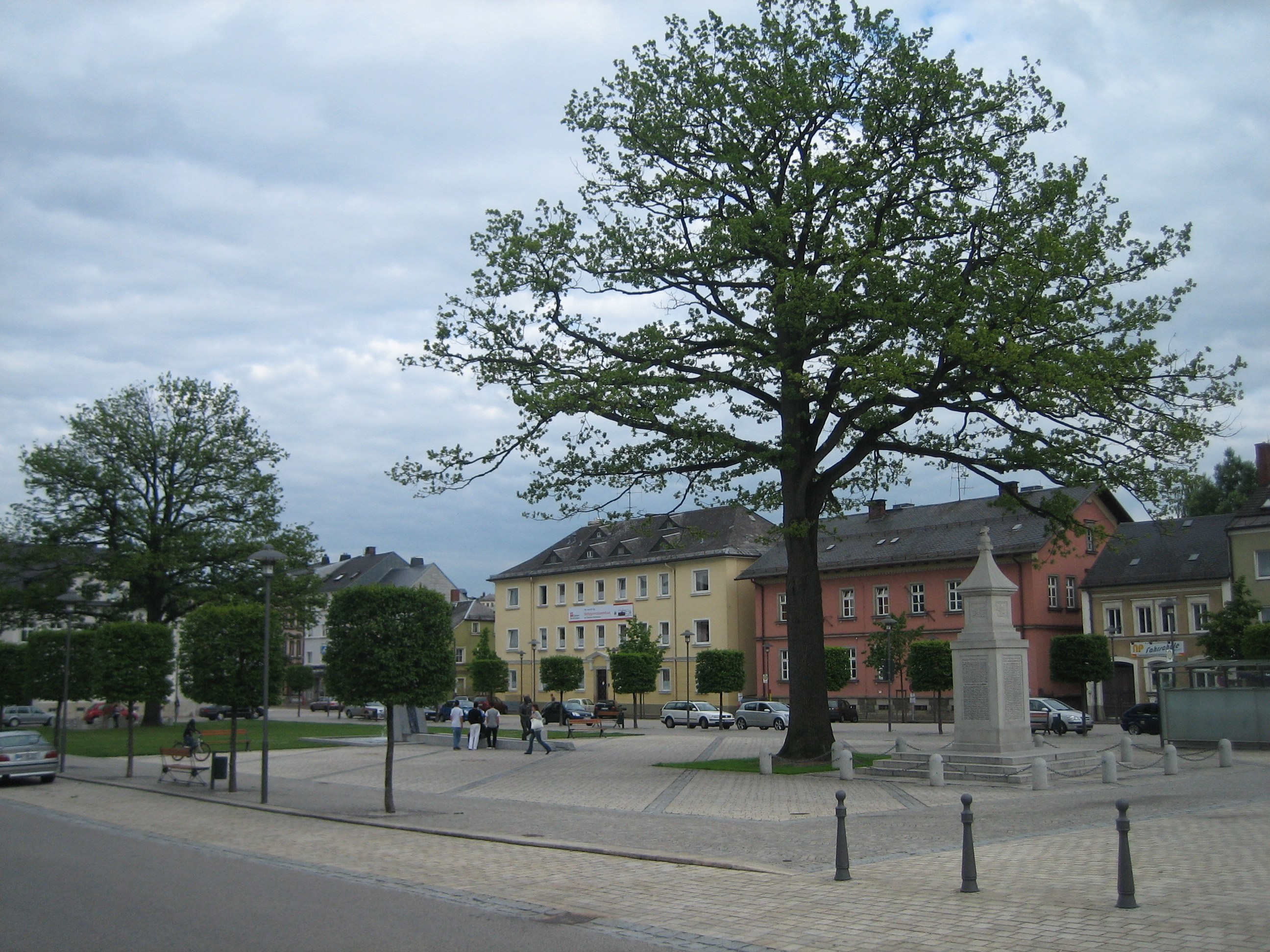
Rehau, Modellstadt Bayerns
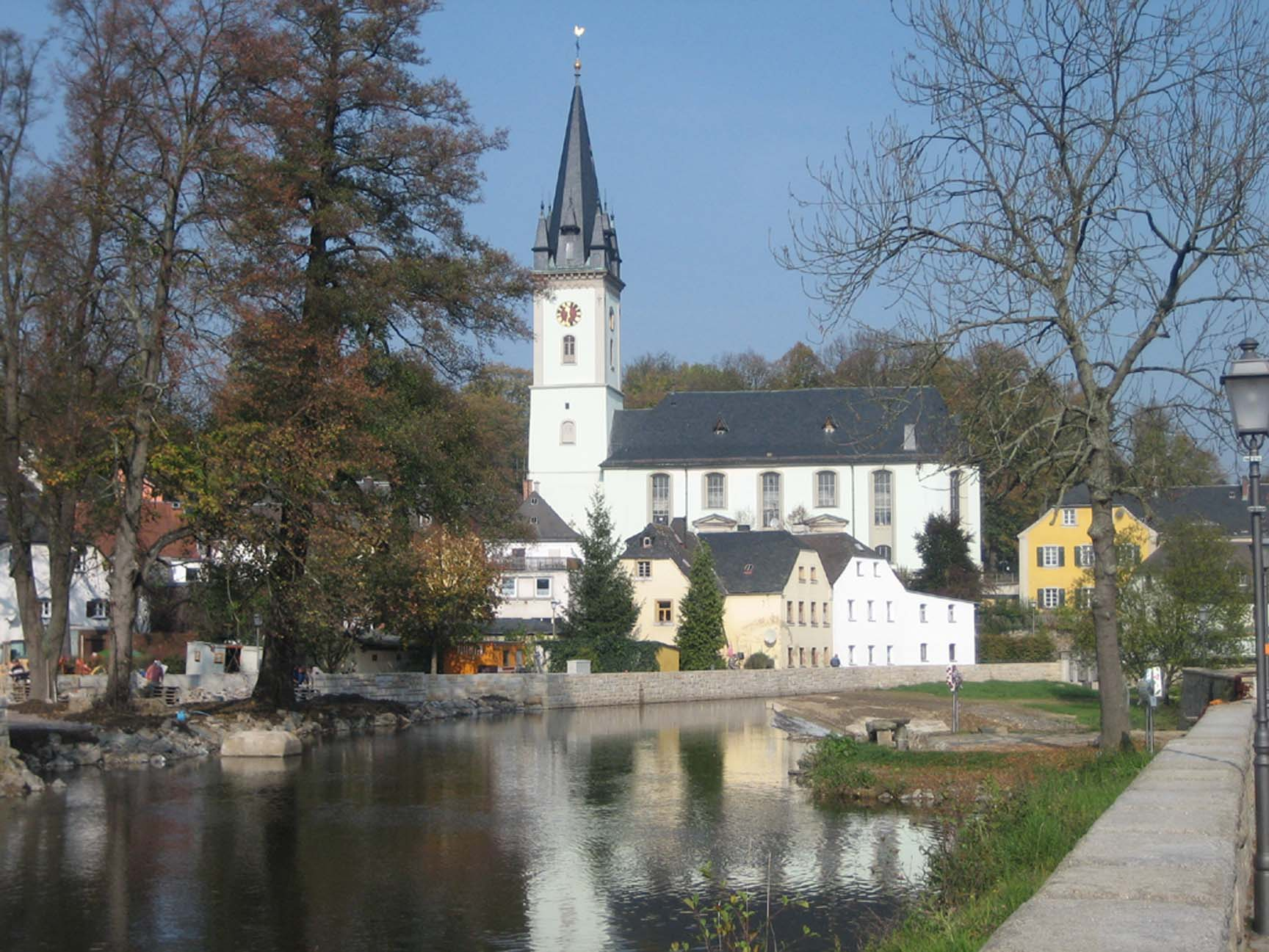
Schwarzenbach an der Saale
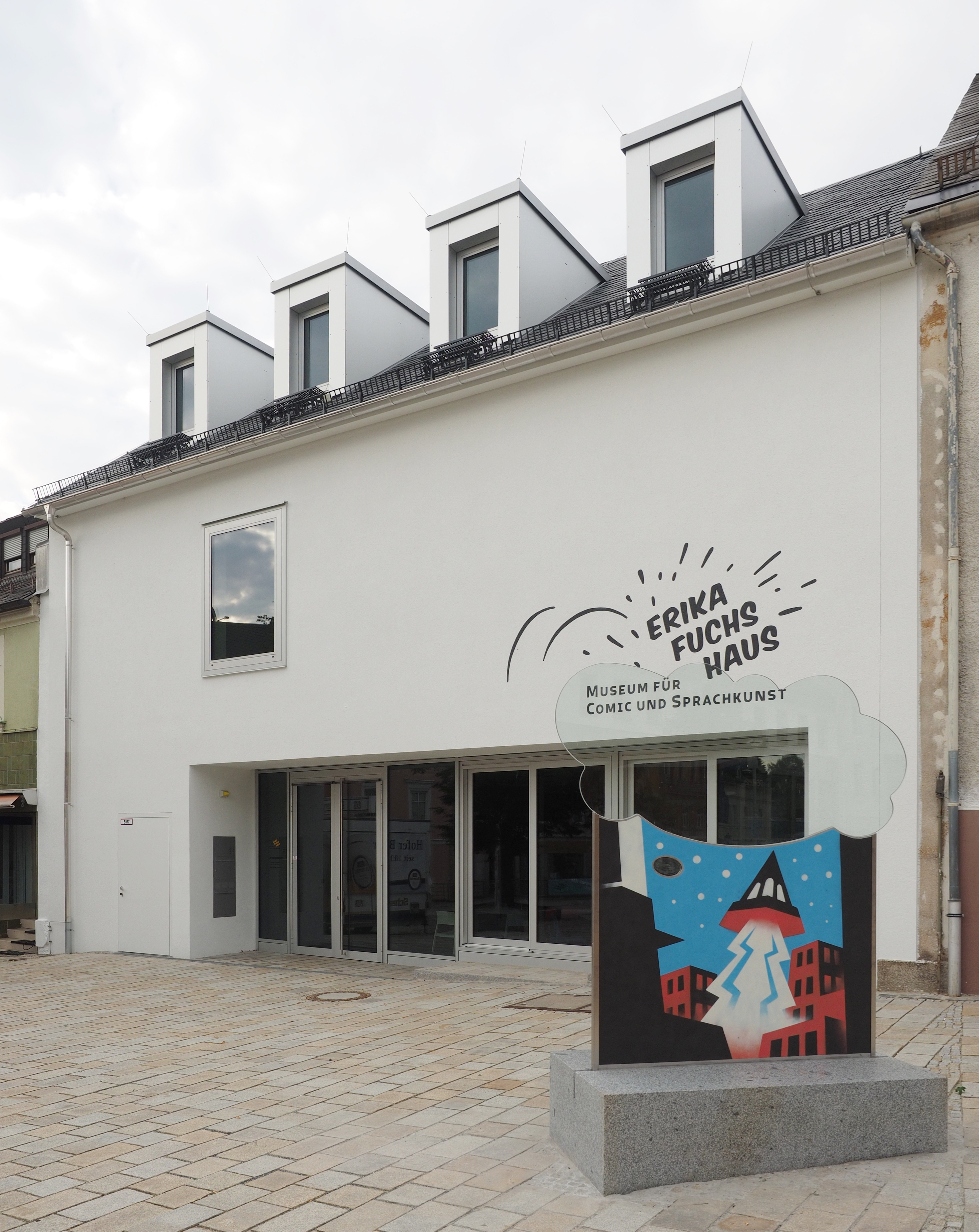
Erika-Fuchs-Haus in Schwarzenbach
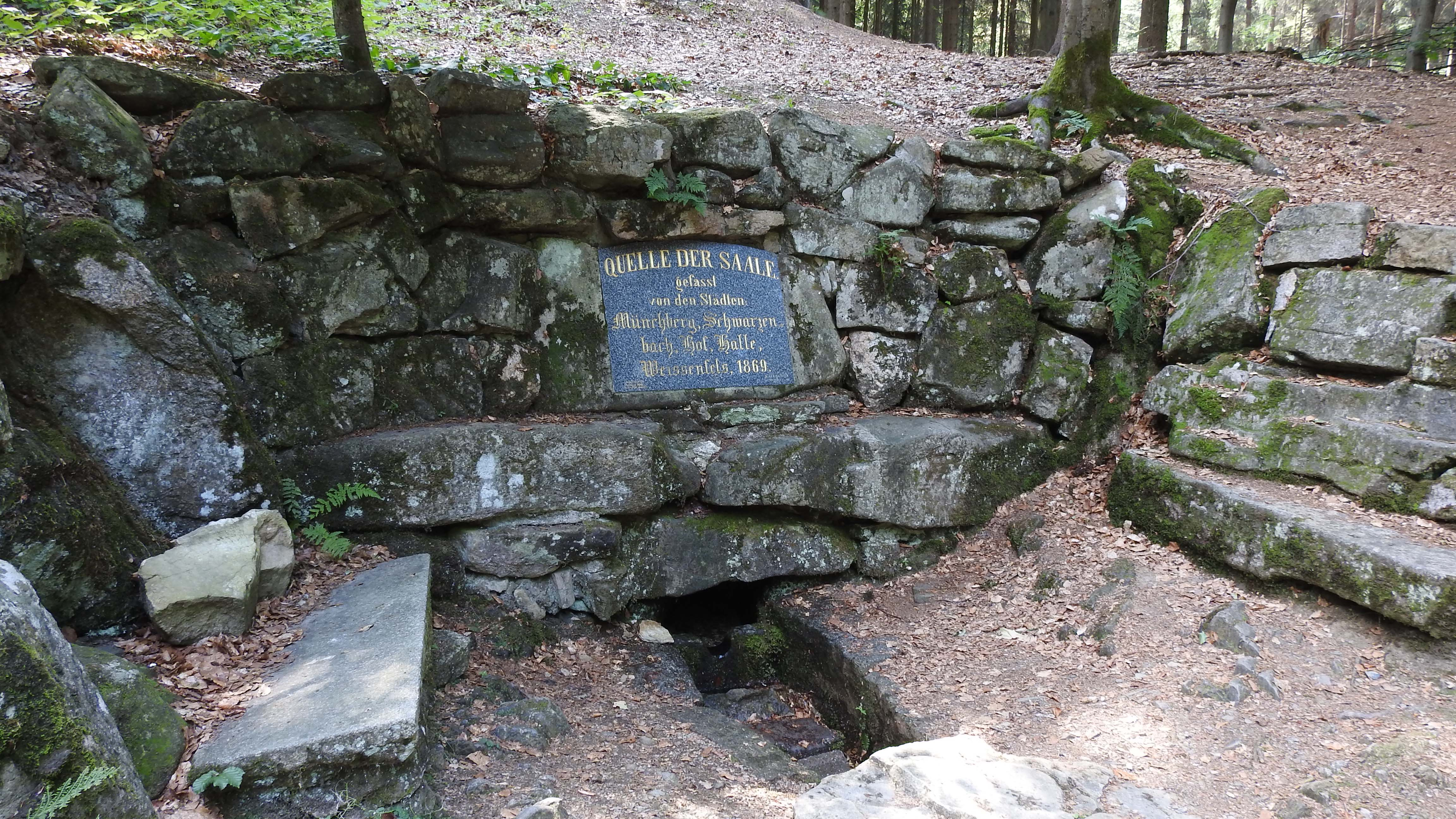
Saalequelle bei Zell im Fichtelgebirge
Großer Kornberg mit Skipiste

## Personen
Das Hofer Land war Geburts- oder Wirkungsort zahlreicher Künstler, Komponisten, Musiker, Schauspieler, Schriftsteller und Wissenschaftler. Die Reformatoren Nikolaus Decius, Caspar Löner und Nikolaus Medler stammten aus dem oder wirkten im Hofer Land und standen mit Martin Luther in Verbindung. Der Dompropst der Berliner St.-Hedwigs-Kathedrale, Bernhard Lichtenberg, starb 1943 in Hof. Während der nationalsozialistischen Diktatur trat er für Verfolgte ein und wird als Gerechter unter den Völkern in Yad Vashem geehrt.
Der deutsche Schriftsteller Jean Paul lebte in Joditz und Schwarzenbach an der Saale, besuchte in Hof das später nach ihm benannte Gymnasium und lebte von 1784 bis 1787 im Hause seiner Mutter in Hof. Der französische Geiger Henri Marteau lebte bis zu seinem Tod in seiner Villa in Lichtenberg. Ihm zu Ehren wird der Internationale Violinwettbewerb Henri Marteau veranstaltet. Die Grundlagen für das Periodensystem der chemischen Elemente wurden von Johann Wolfgang Döbereiner vorgedacht. Der Automobilkonstrukteur und Gründer der Marke Audi August Horch lebte seit 1945 bis zu seinem Tod in Münchberg.
Der Jurist Johann Georg August Wirth war politischer Schriftsteller des Vormärz, Kämpfer für die Pressefreiheit und Mitglied der Frankfurter Nationalversammlung. Im Hofer Land sind eine Reihe bekannter Politiker geboren. Zu den bekanntesten gehören u. a. Georg Freiherr von Waldenfels und Hans-Peter Friedrich.
Seit dem 18. Jahrhundert besteht mit dem Silbermann-Schüler Johann Nikolaus Ritter, seinem Partner Johann Jakob Graichen, dessen Schüler Friedrich Heidenreich und seinem Sohn Eberhard im Hofer Land die Tradition des Orgelbaus. An diese Tradition knüpft der Orgelbauer und Organist Karsten Hörl an.